# Hyundai Accent
Hyundai Accent (кор. 현대 엑센트) — компактні автомобілі B-класу, що виробляються корейською компанією Hyundai Motor Company з 1994 року.

## Перше покоління X3 (1994—1999)

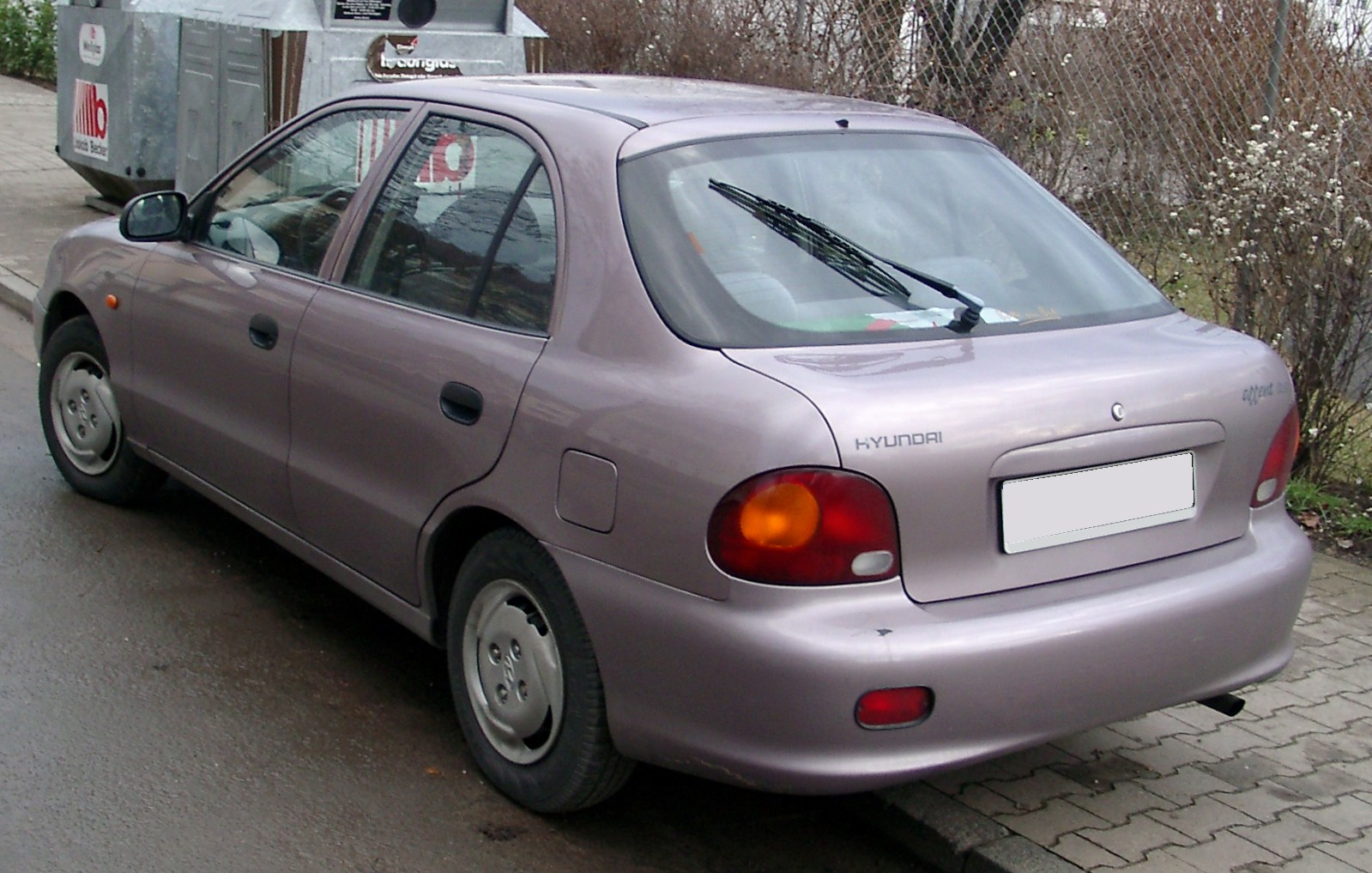
Hyundai Accent 1 5дв. хетчбек (1994—1997)

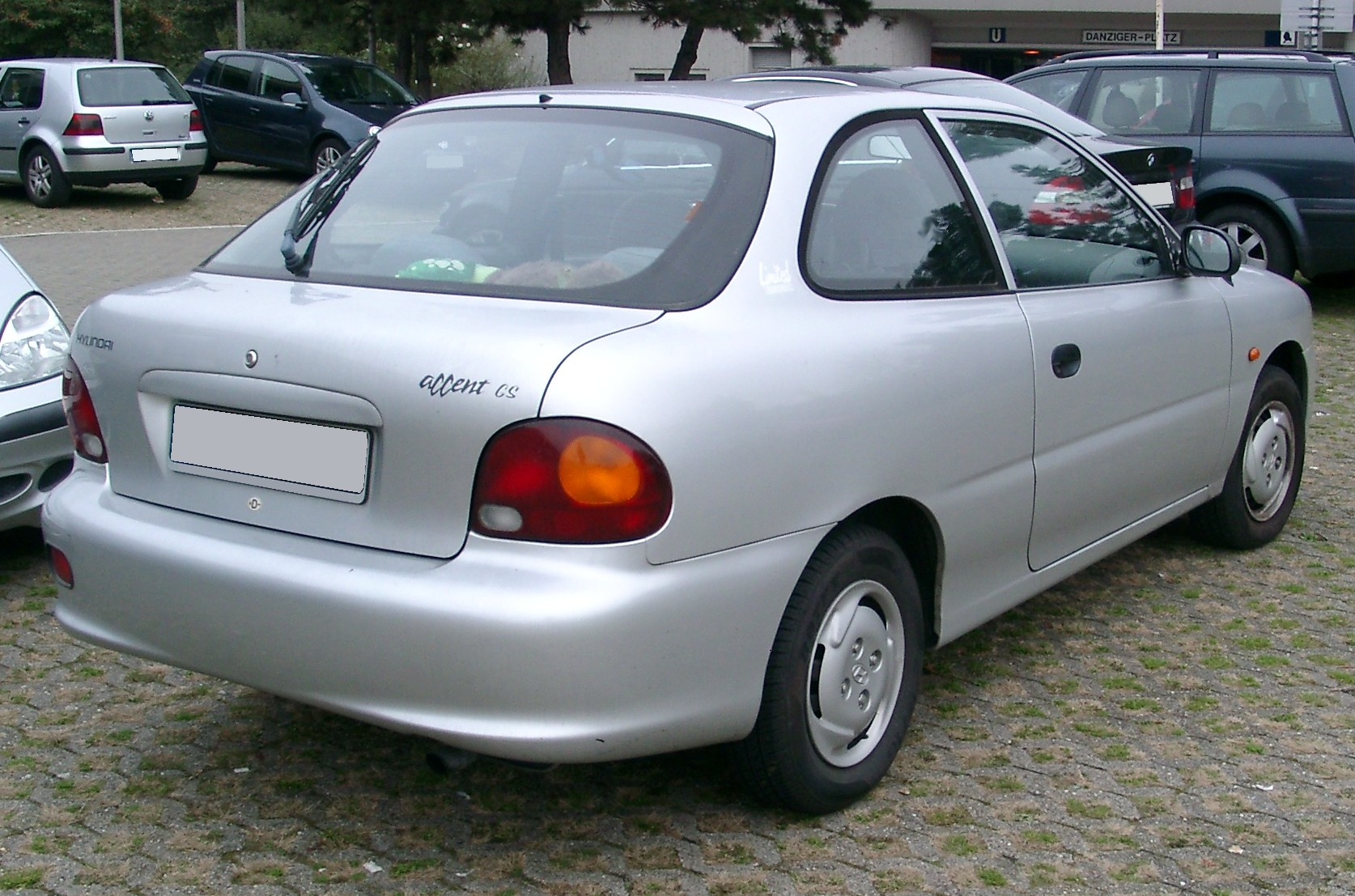
Hyundai Accent 1 3-дв. хетчбек (1994—1997)

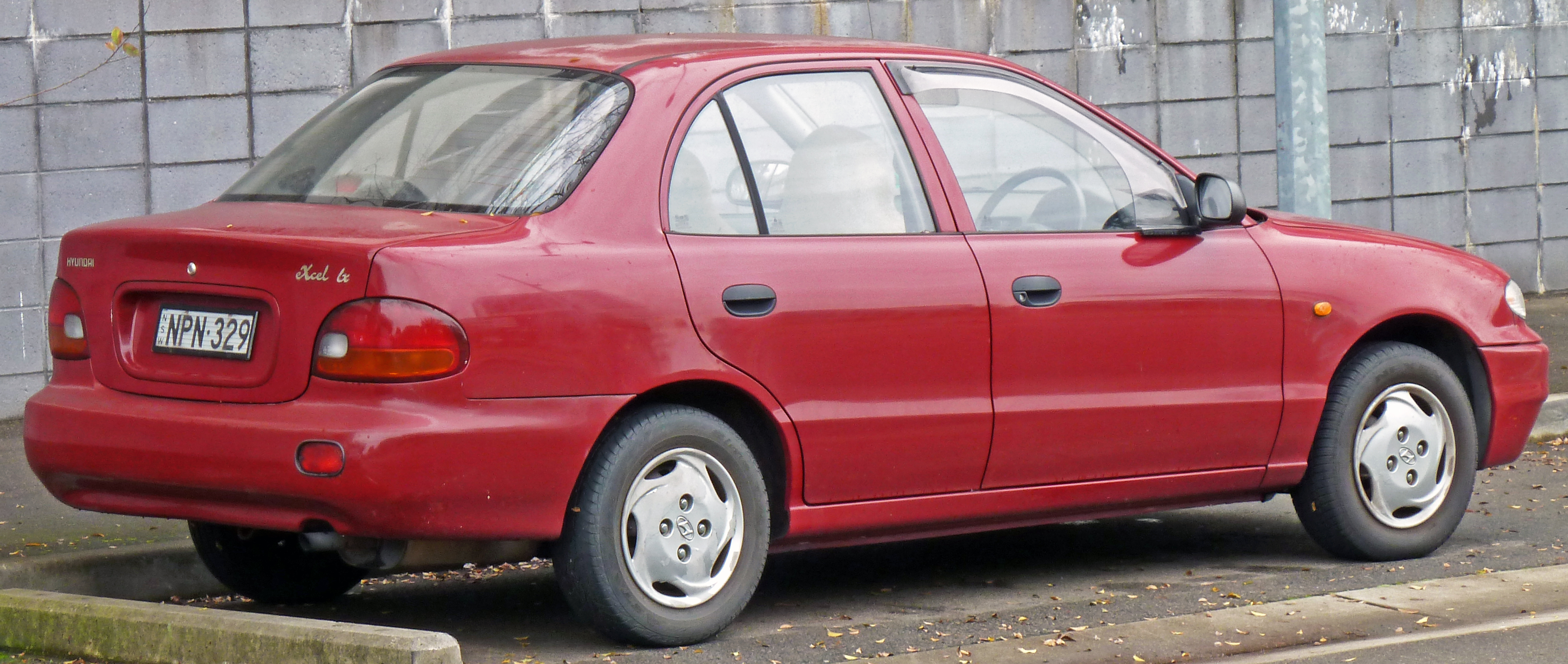
Hyundai Accent 1 седан (1994—1997)

Дебют Hyundai Accent першого покоління відбувся 1994 року. Нова машина замінила вже давно застарілу модель Pony і повинна була стати серйозною заявкою південнокорейської фірми, зокрема, на європейському ринку. Покупці могли вибирати з двох варіантів кузовів: 3- і 5-дверні хетчбеки або седан. Автомобілі оснащалися бензиновими двигунами об'ємом 1.3 і 1.5 л.
1997 року все сімейство Hyundai Accent піддалося рестайлінгу. Оновлені машини можна впізнати за новим переднім бампером із розвиненим повітрозабірником і зміненими задніми ліхтарями.
1999 року на зміну Hyundai Accent першого покоління прийшло нове сімейство машин з такою ж назвою і зовсім іншим зовнішнім виглядом.

### Кузов і салон
Зовнішність Hyundai Accent першого покоління виконана в стилі біодизайну, який домінував у середині 1990-х років. Але при цьому, завдяки деякій стриманості в пластиці, кузов «Акценту» в цілому справляє приємне враження. Плавні лінії, пухкі боки, доброзичливий передок. Через характерного «хвостика» п'ятидверний хетчбек сильно подібний на седан. З цієї причини кузова 3- і 5-дверних Hyundai Accent правильніше буде називати ліфтбек. Втім, придивившись, легко помітити, що у седана багажник все-таки помітно довше, ніж «хвіст» у 5-дверного хетчбека, та й задня стійка даху дещо інша. А 3-дверний хетчбек дизайнери явно хотіли зробити схожим на спортивне купе. Особливо ефектно такі машини виглядають в модифікаціях з потужним мотором, які відрізняються наявністю заднього спойлера і іншою формою бампера. Кажучи про зовнішність Hyundai Accent першого покоління, не можна не згадати, що для забарвлення цих машин пропонувалися доволі незвичні кольори, такі як ліловий або рожевий. Ця обставина, поряд з дружелюбним дизайном дозволило «Акценту» завоювати популярність серед жінок. У Hyundai Accent першого покоління досить крихкі бампери, які можна легко розколоти, до того ж вони покриваються подряпинами і відколами. Як і зовнішній дизайн, інтер'єр автомобіля виконаний в округлих формах. Водії Hyundai Accent зазвичай не скаржаться на ергономіку: органи управління розташовані зручно, оглядовість хороша. Непогано відчуваються габарити машини. Варіанти комплектацій були досить різноманітні. На самих бідних, наприклад, є тільки одне зовнішнє дзеркало заднього виду. До того ж для його регулювання доводиться відкривати вікно. Але в той же час у нас досить поширені «Акценти» у вельми солідному оснащенні: з кондиціонером, гідропідсилювачом рульового управління, електричними склопідйомниками і навіть з автоматичними коробками передач. Також практично всі машини оснащені подушками безпеки (однією або двома). На жаль, іноді на нерівній дорозі починають скрипіти панелі. Інша неприємна особливість характерна для деяких варіантів комплектацій 3-дверних хетчбеків. Після того, як переднє сидіння, складене для того, щоб задні пасажири змогли зайняти свої місця, повертається в нормальне положення, його доводиться заново регулювати. Як і у більшості автомобілів такого класу, високим людям на задніх сидіннях буде тіснувато, особливо втрьох. Зате у Hyundai Accent досить пристойний об'єм багажника, який, до того ж, досить зручно завантажувати. Недолік полягає в тому, що у багатьох хетчбеків спинка заднього сидіння складається цілком і при цьому не доходить до горизонтального положення.

### Двигуни, КПП, підвіска
Для Hyundai Accent пропонувалися такі двигуни: 1.3 л (60 к.с.), 1.3 л (75 к.с.), 1.3 л (84 к.с.), 1.5 л (90 к.с.) і 1.5 л (99 к.с.). Вибір «літражу» обмежувався двома варіантами, але за рахунок конструктивних відмінностей між силовими агрегатами (наприклад, на найпотужніших застосовувалася 16-клапанна головка циліндрів) з них «знімали» різну потужність. Коробку передач можна було вибрати або 5-ступінчасту механічну, або 4-ступінчасту автоматичну. Підвіска Hyundai Accent першого покоління трохи жорсткувата, але досить надійна і відносно рідко для іномарок виходить з ладу на наших дорогах. Завдяки гідропідсилювачу рульового управління, на Hyundai Accent в місті дуже зручно паркуватися, але з тієї ж причини на великих швидкостях кермо починає здаватися надмірно чутливим.
Двигуни
- 1.3 л G4EH SOHC 12V I4
- 1.5 л G4EK SOHC 12V I4
- 1.5 л G4FK DOHC 16V I4
- 1.6 л G4ED DOHC 16V I4 (104 к.с.) (Китай)

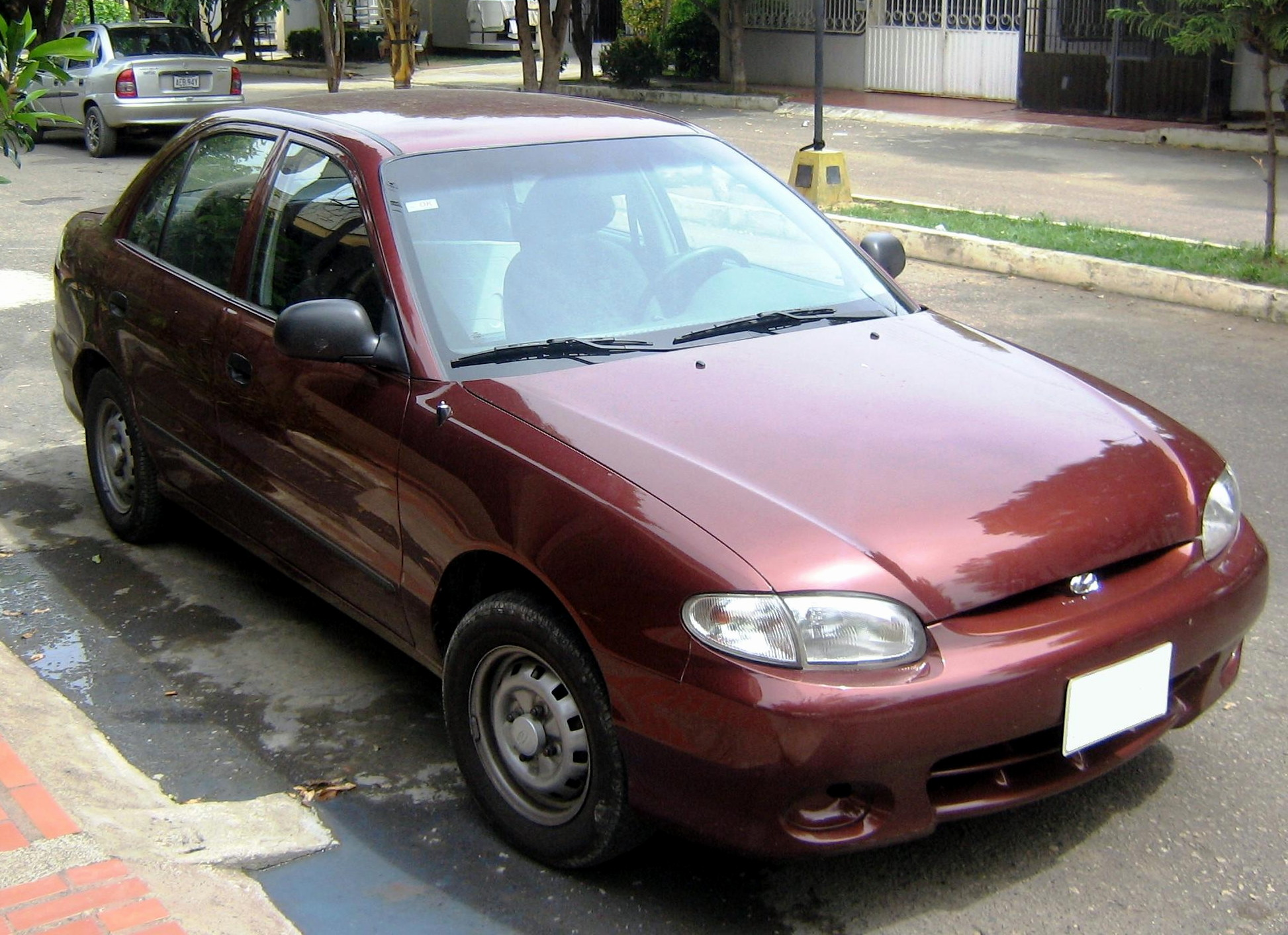
Hyundai Accent 1 седан (1997-1999)
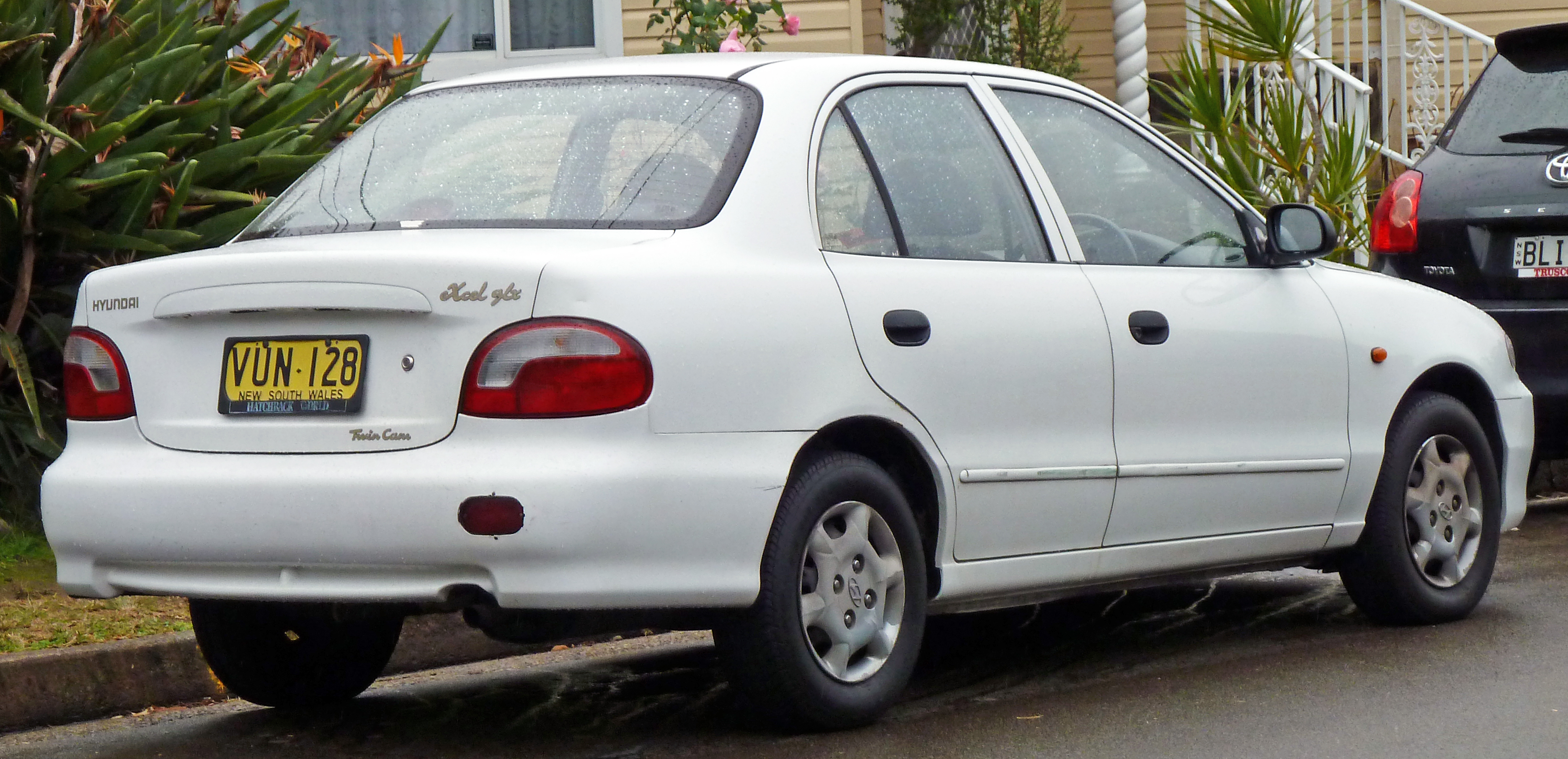
Hyundai Accent 1 седан (1997-1999)
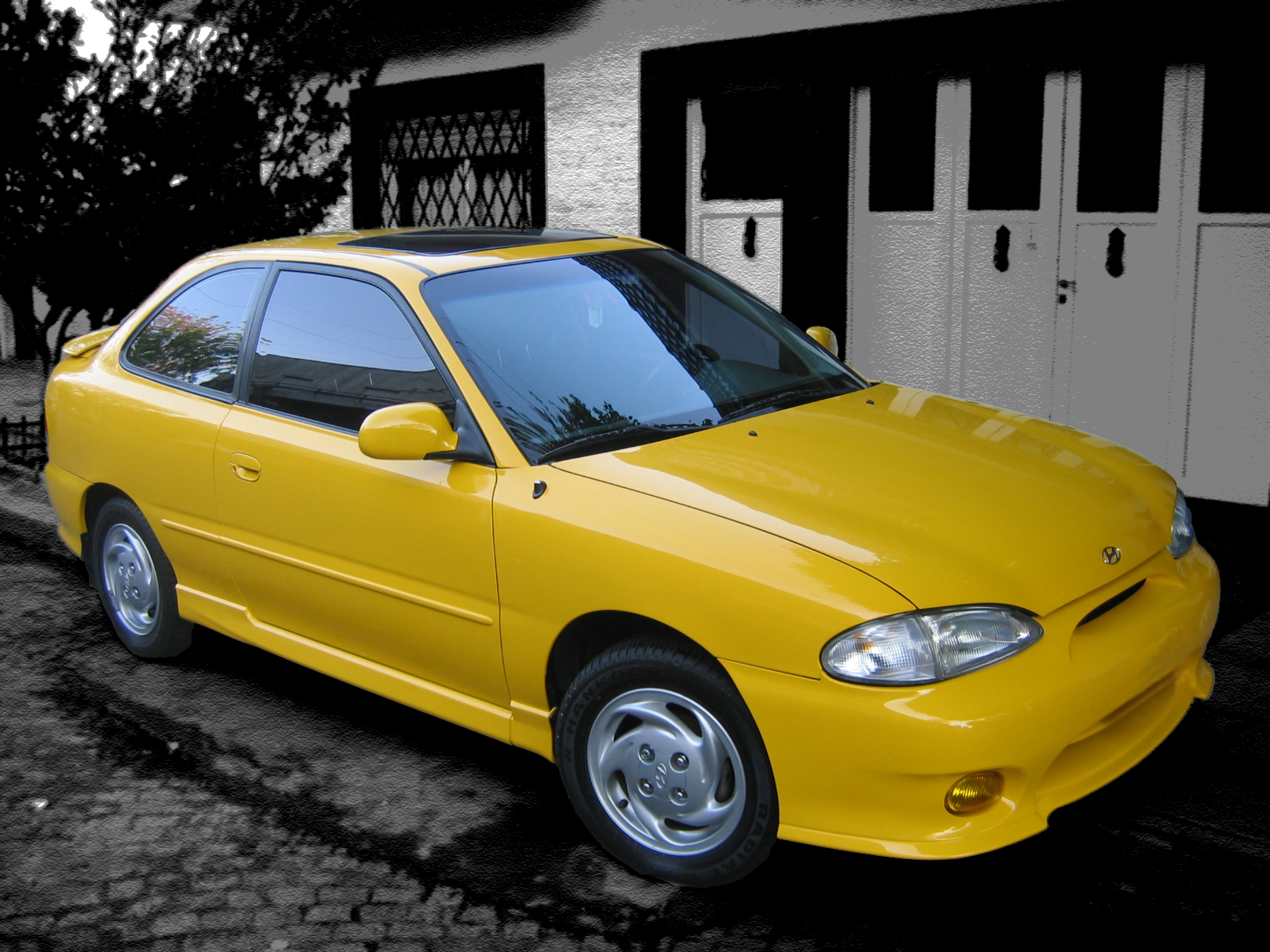
Hyundai Accent 1 3-дв. хетчбек (1997-1999)
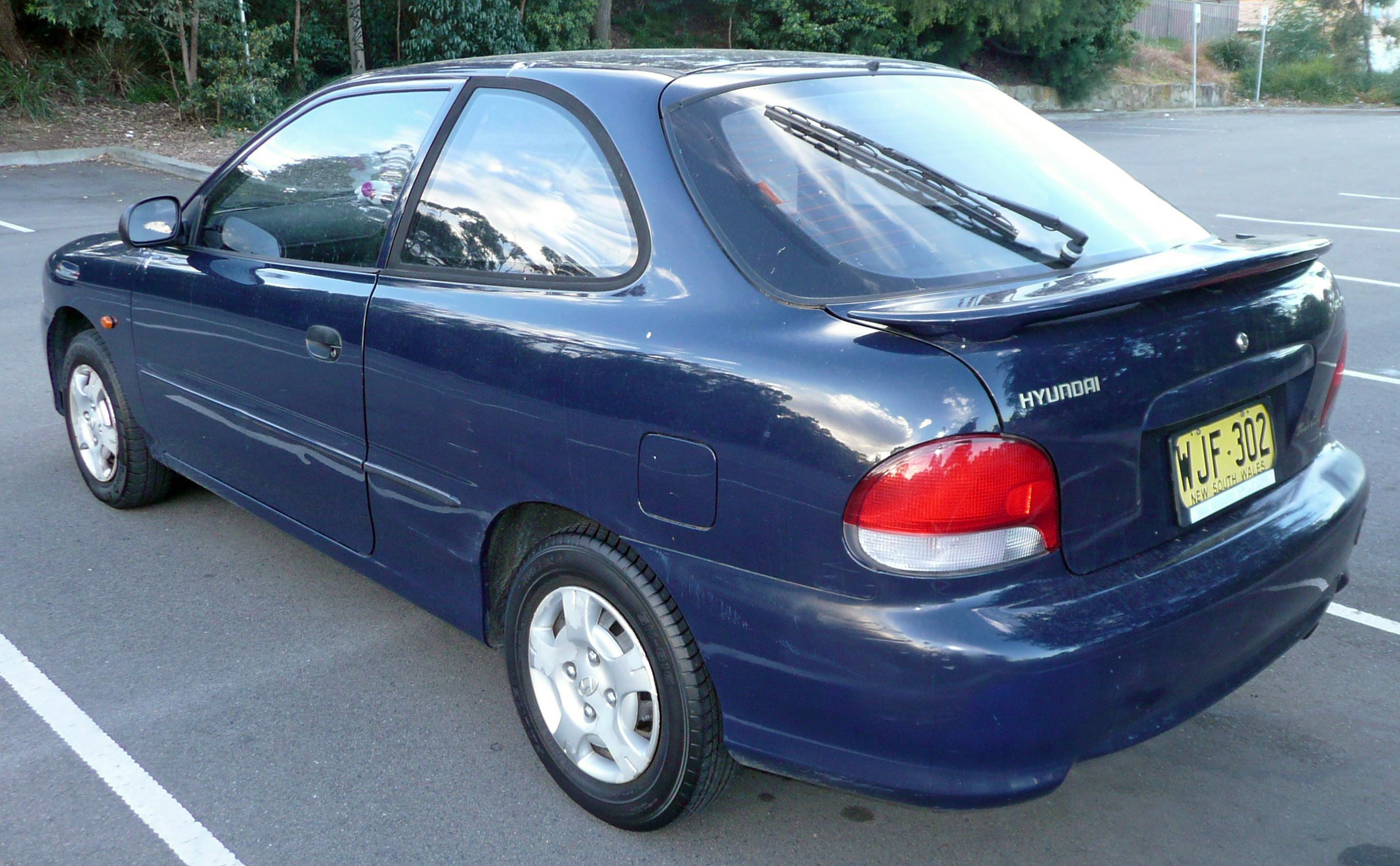
Hyundai Accent 1 3-дв. хетчбек (1997-1999)

## Друге покоління LC (2000—2005)

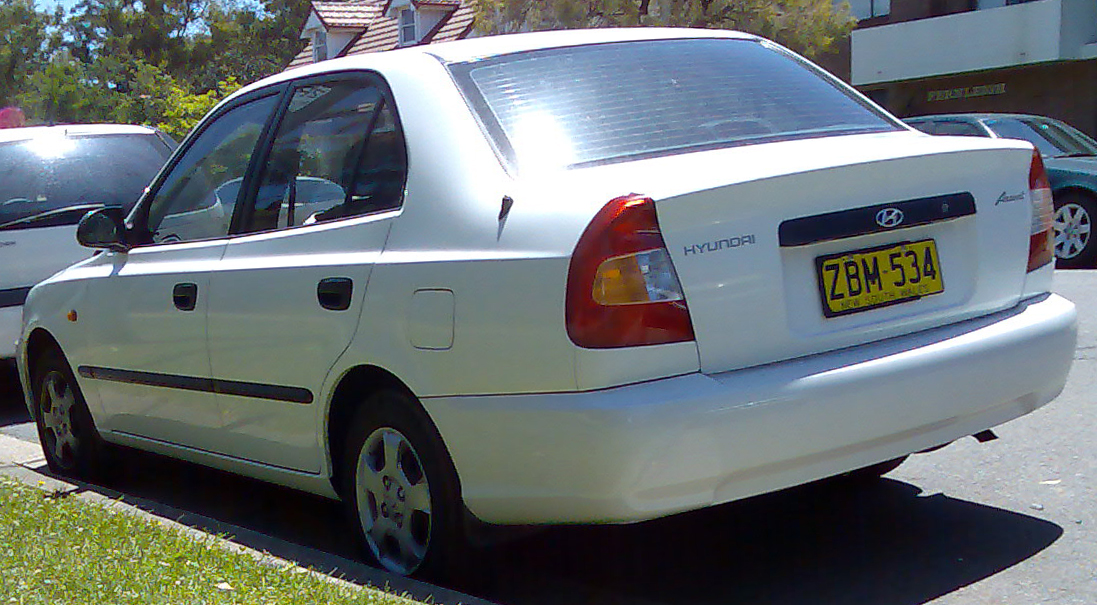
Hyundai Accent 2 седан (2000—2003)

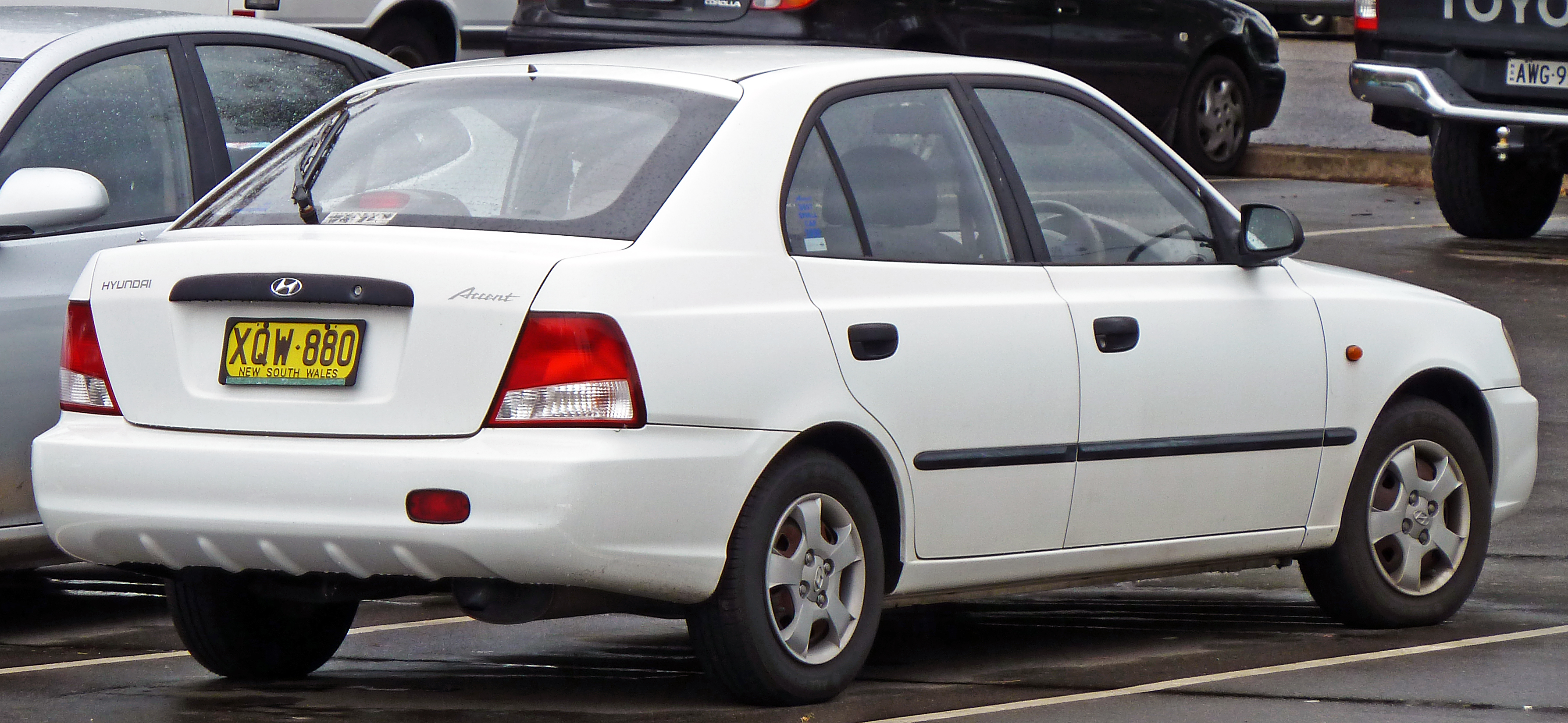
Hyundai Accent 2 5-дв. хетчбек (2000—2003)

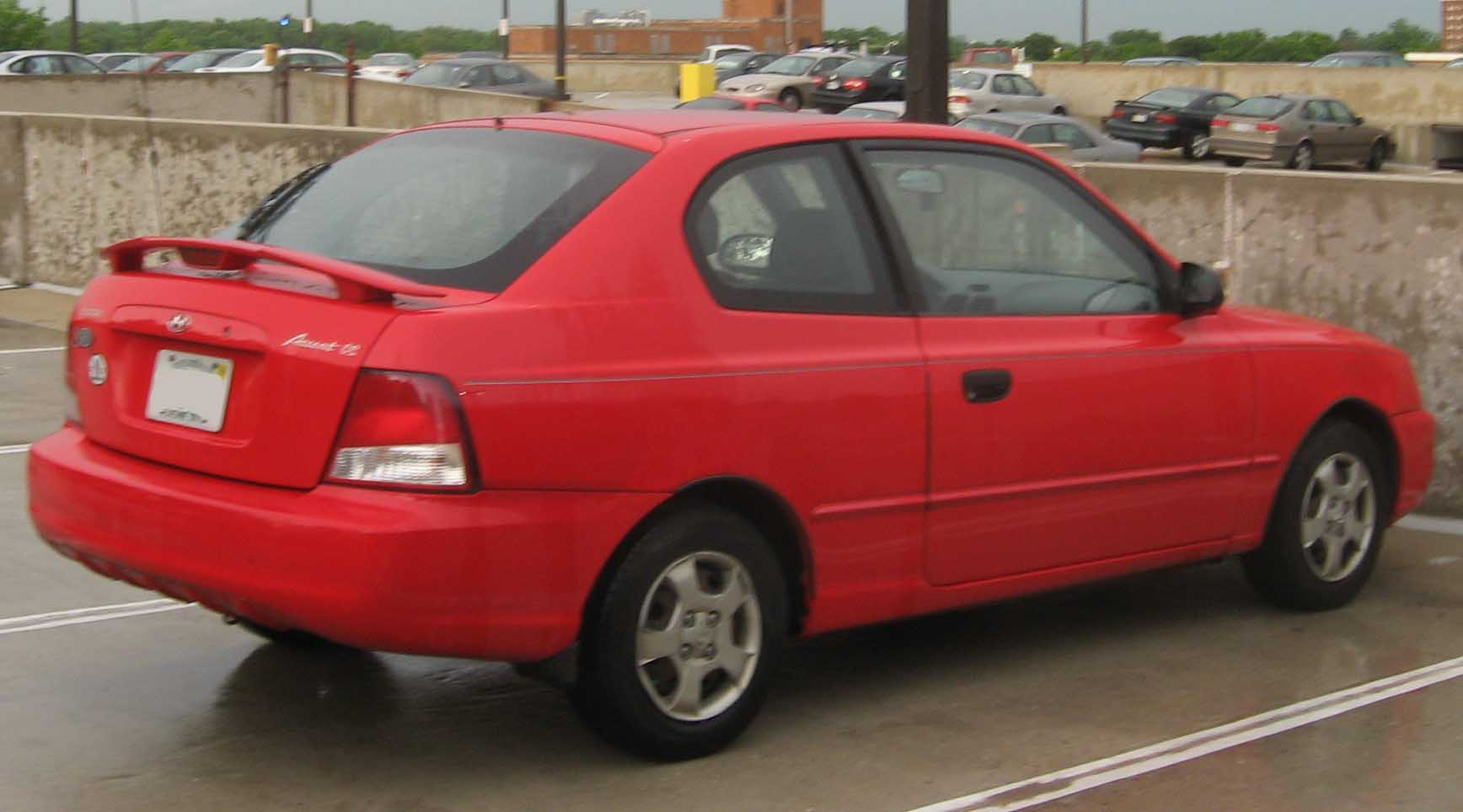
Hyundai Accent 2 3-дв. хетчбек (2000—2003)

1999 року було представлено друге покоління Accent. Нове покоління помітно додало в габаритах, автомобіль став ширшим і на 13 см довшим за попередника.
Автомобіль випускався як хетчбек з трьома і п'ятьма дверима, а також як седан.
Accent другого покоління мав три варіанти виконання: L — базова комплектація, в стандартне оснащення входить тільки регулювання водійського сидіння по висоті.
LS — відрізняється від базової наявністю внутрішніх ручок дверей із захистом від випадкового відкриття і дорожчий оббивкою сидінь. При бажанні замовника можлива установка кондиціонера.
GLS — обігрів заднього скла з таймером, водійське сидіння з регулюванням нахилу і підлокітником, що складається по частинах спинка заднього сидіння. Можливо наявність ABS, кондиціонера, електрорегулювань дзеркал, склопідйомники і центрального замку.
На Accent II встановлювалися бензинові двигуни робочим об'ємом 1,3 і 1,5 літра потужністю від 70 до 91 к.с., оснащені карбюратором або вприском. У комплектаціях GS і GLS двигун з уприскуванням входить в стандартне оснащення.
Підвіска на автомобілях з усіма типами кузовів — повністю незалежна, з двома стабілізаторами поперечної стійкості.
Гальма спереду — дискові, вентильовані, ззаду — барабанні.
З 2001 року Hyundai Accent II почали випускати на Таганрозькому автомобільному заводі (Росія).
2003 року модель оновили. Новинка зазнала змін як у плані дизайну, так і в технічній частині. У новинки повністю нове оформлення передньої частини кузова, ідея якого запозичена в нового Hyundai Coupe. Невеликим змінам піддалися також бічні панелі кузова і задня частина автомобіля. Оновився і салон Accent II, що отримав новий дизайн передньої панелі і нові матеріали обробки. У цілому Accent II отримав сучасний дизайн, зберігши при цьому загальний силует.
Оновлений Accent II доступний з двома двигунами: 1,3-літровий бензиновий потужністю 84 к.с. і 1,5-літровий дизельний агрегат з системою безпосередньої подачі палива, потужністю 82 к.с.
Автомобіль має багажник на 375 літрів. Конструкція, за якої нижня кромка кришки багажника доходить до бампера, полегшує завантаження.
Оцинкований кузов дуже стійкий до корозії.
Рульова колонка з рейковим механізмом.

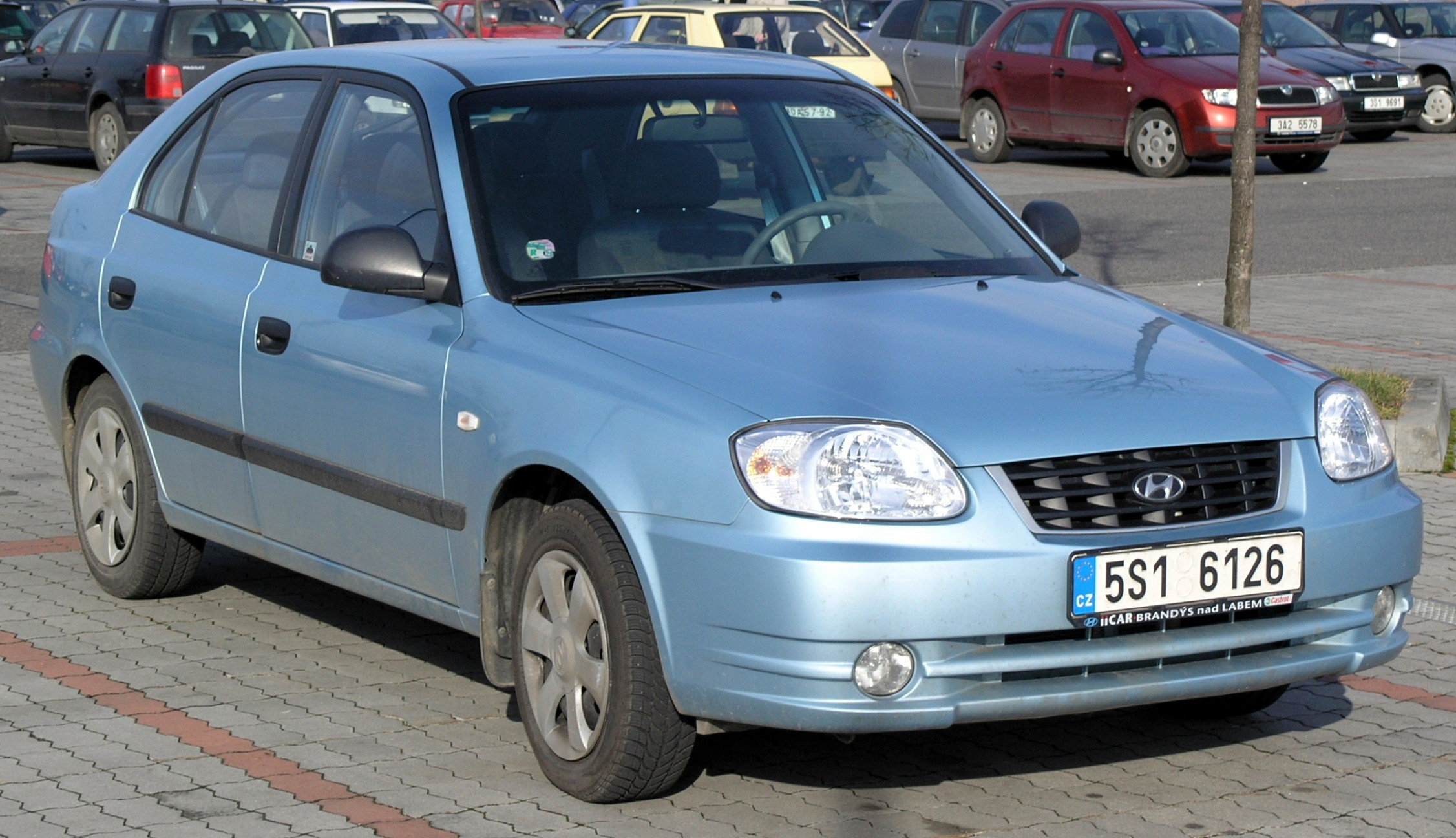
Hyundai Accent 2 5-дв. хетчбек (2003-2005)
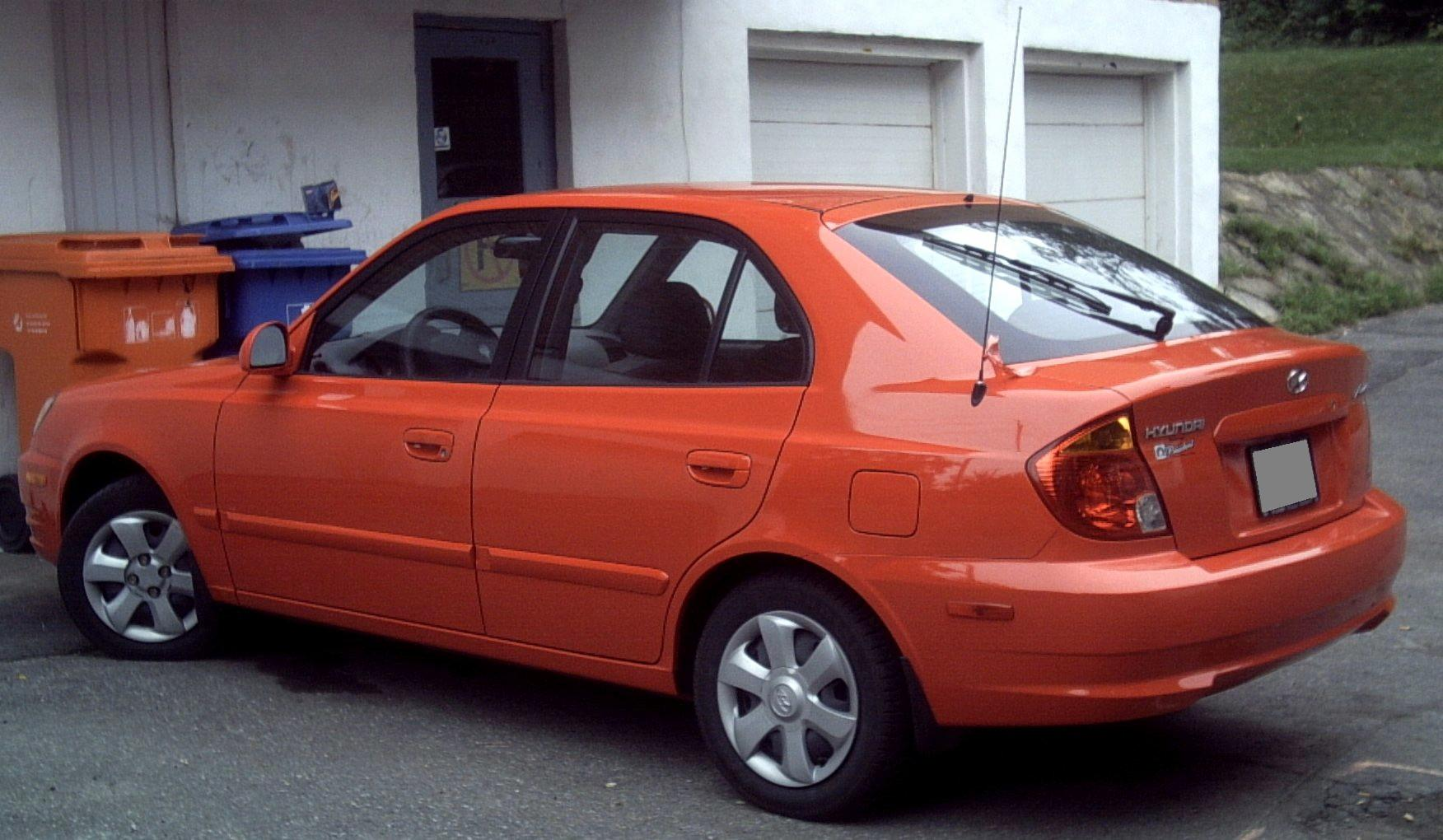
Hyundai Accent 2 5-дв. хетчбек (2003-2005)
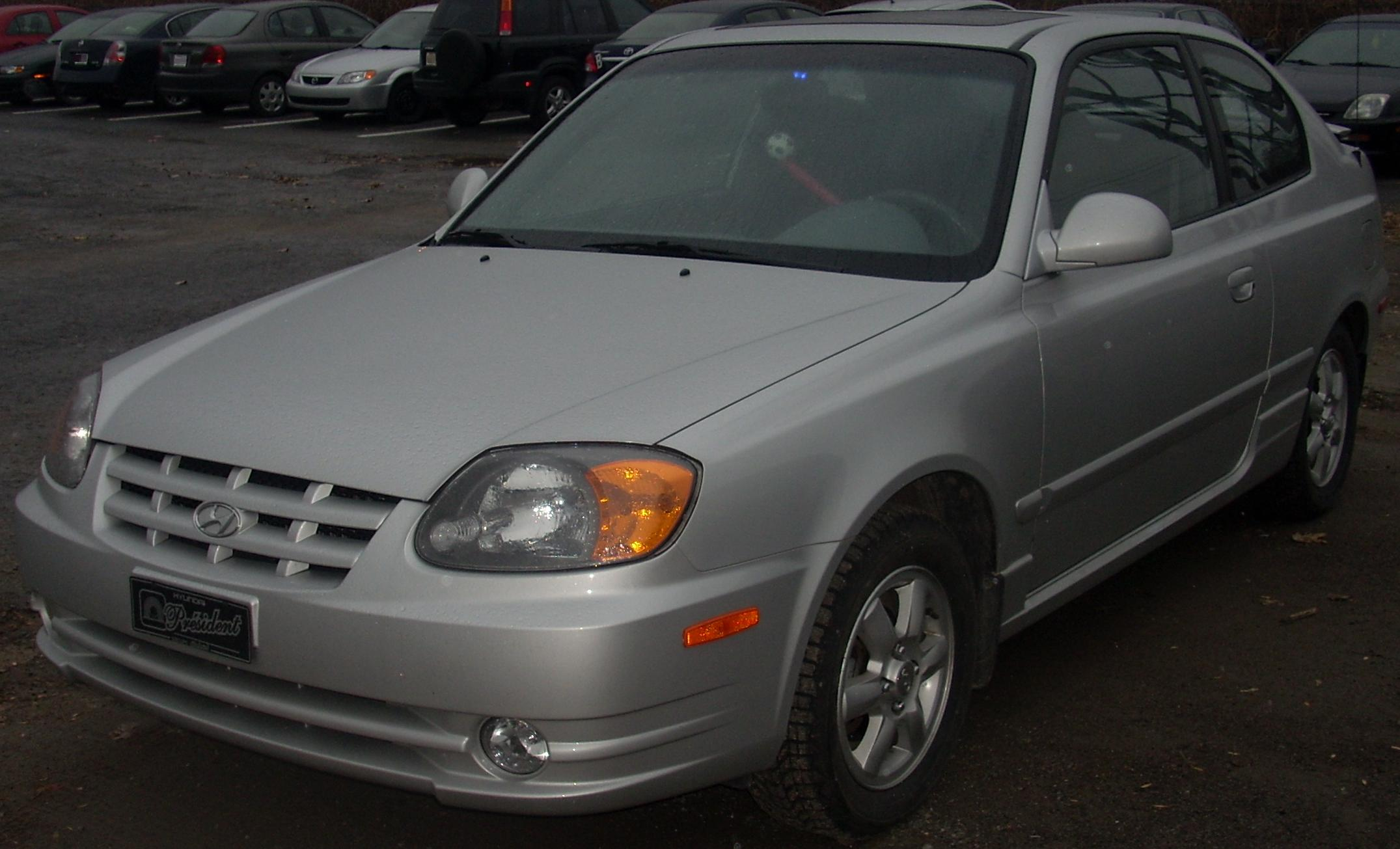
Hyundai Accent 2 3-дв. хетчбек (2003-2005)
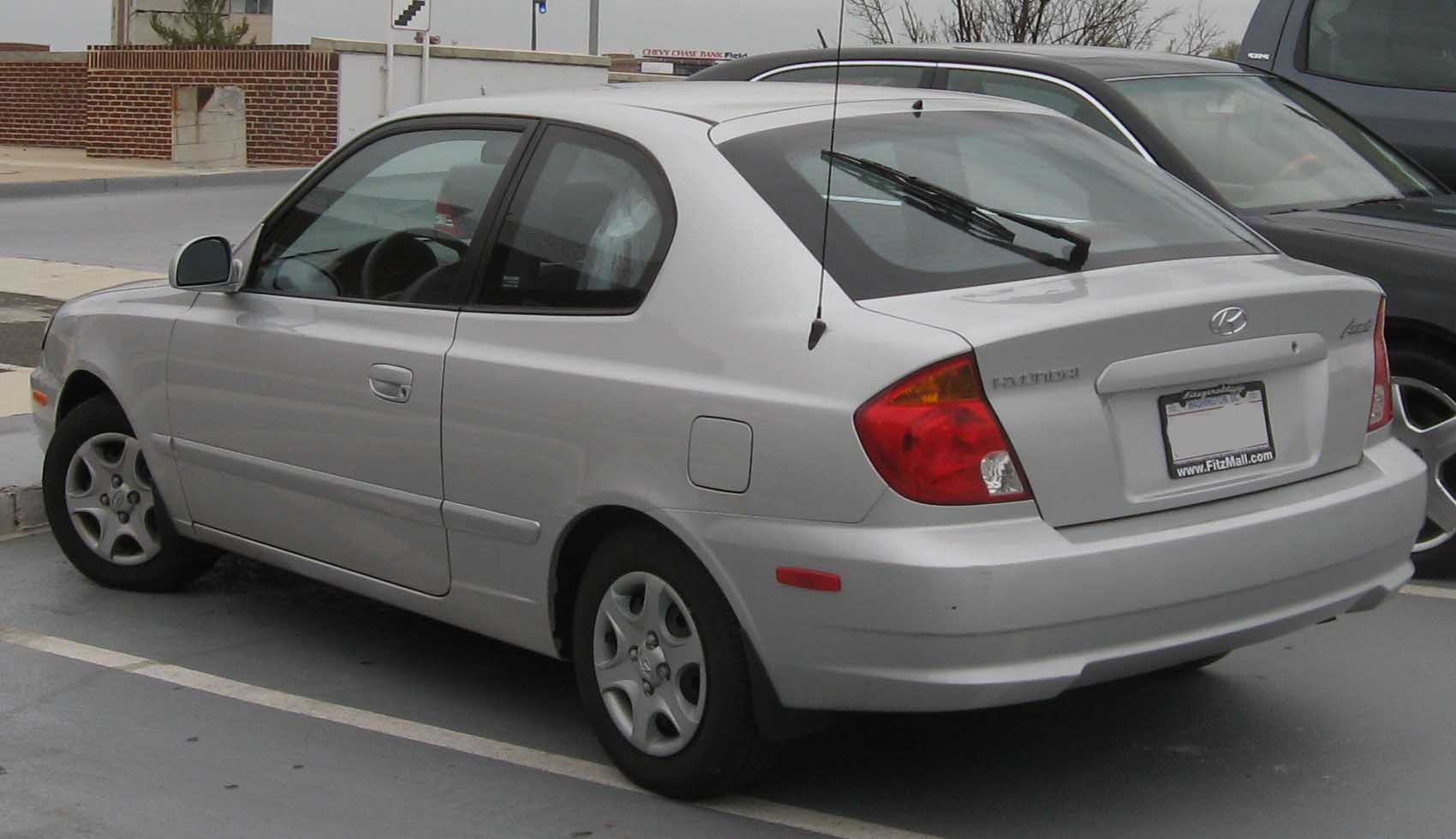
Hyundai Accent 2 3-дв. хетчбек (2003-2005)
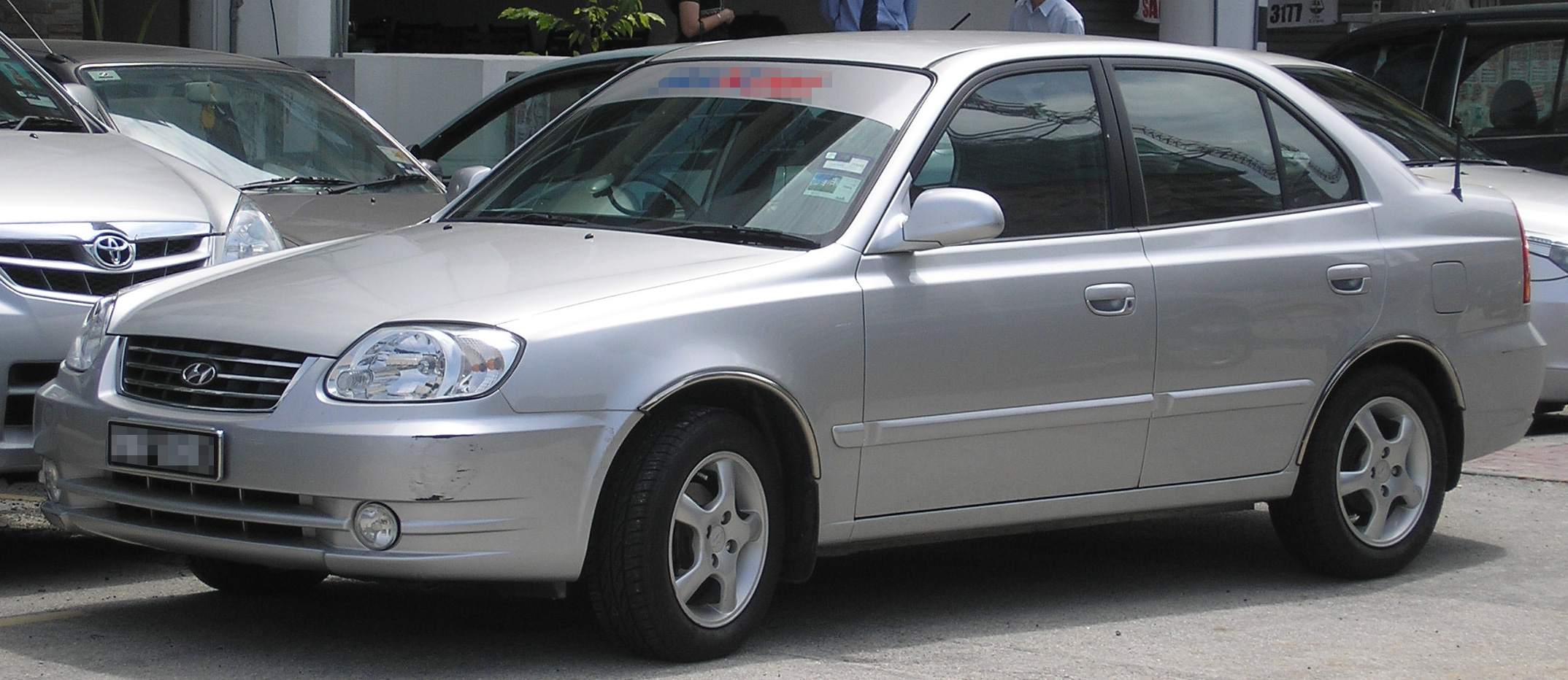
Hyundai Accent 2 седан (2003-2005)
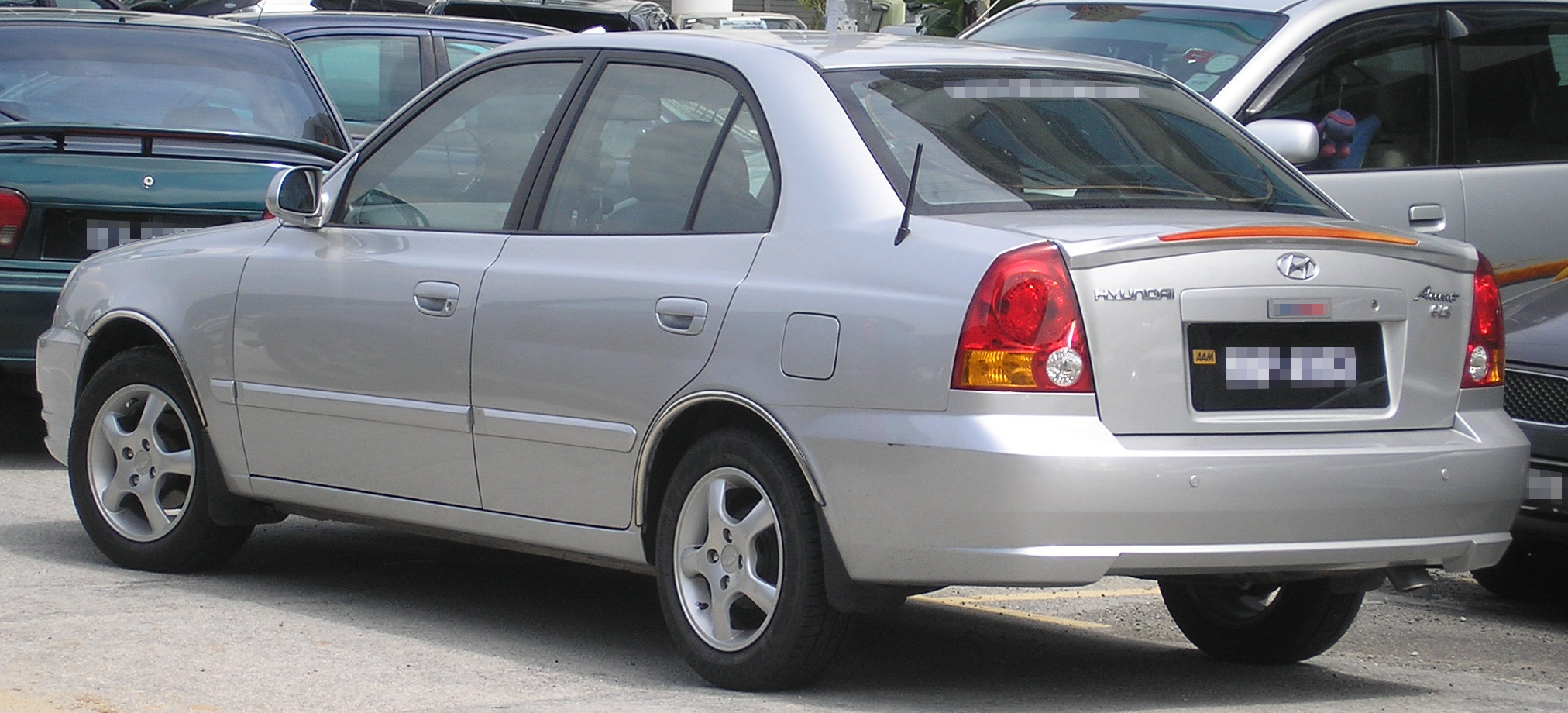
Hyundai Accent 2 седан (2003-2005)

### Двигуни
- 1.3 л 12v SOHC Alpha I4
- 1.5 л 12v SOHC Alpha I4
- 1.5 л 16v DOHC Alpha I4
- 1.6 л 16v DOHC Alpha I4
- 1.5 л CRDi D I3 (diesel)

## Третє покоління MC (2005—2010)

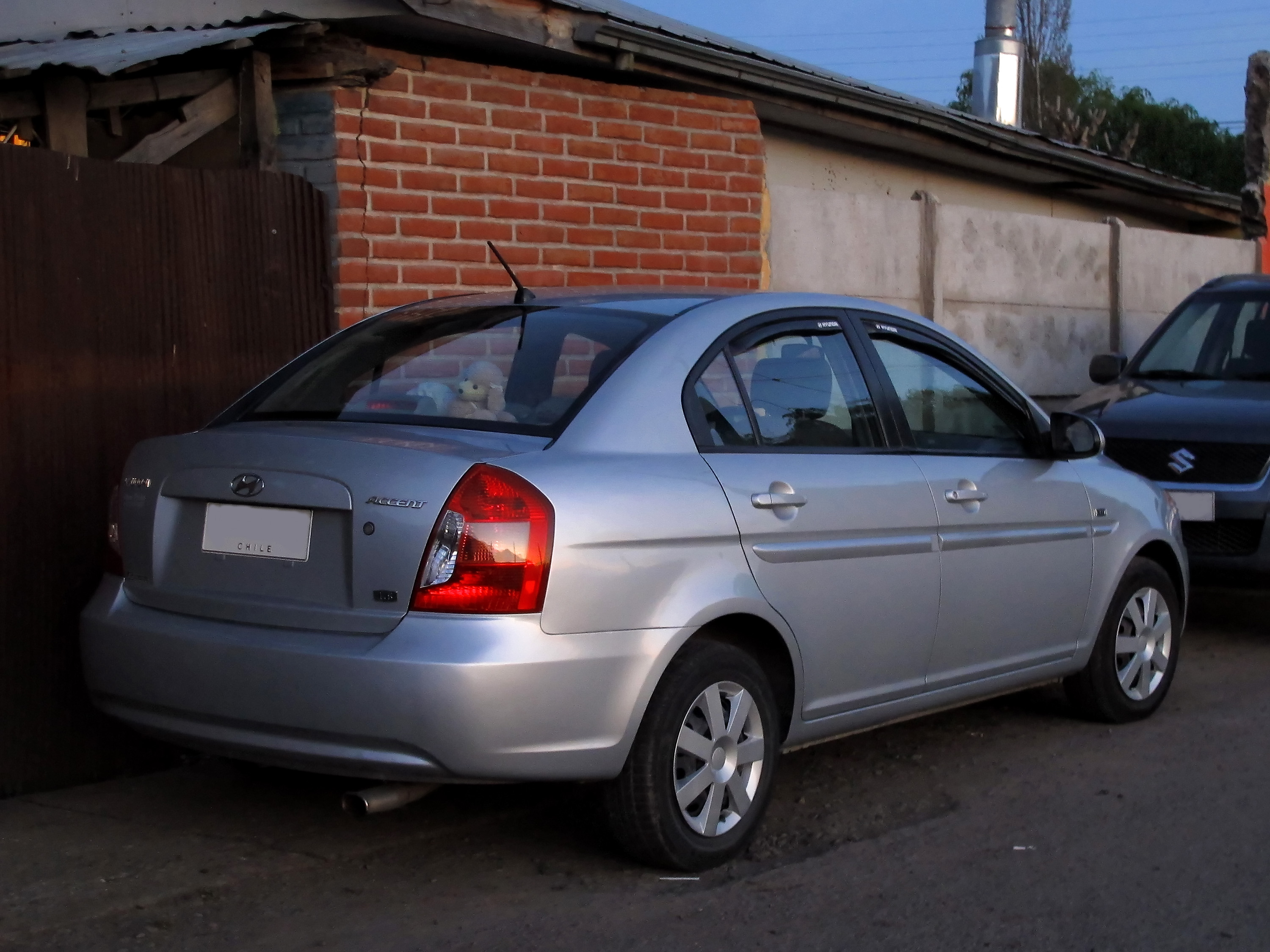
Hyundai Accent 3 седан (2006—2010)

Hyundai Accent III дебютував як передсерійний прототип на Нью-Йоркському автосалоні в квітні 2005 року, у січні 2006 року пройшов показ у Детройті, в березні того ж року відбулася європейська презентація в Женеві, а у вересні — на Московському автосалоні. Виробництво Accent III в Ульсані (Південна Корея) почалося в січні 2006 року, а з літа — і на заводі Hyundai в Пекіні (Китай).
Accent III випускається в кузовах седан і 3-дверний хетчбек. Автомобіль побудований на платформі Kia Rio. Габарити 4280/1695/1470 мм при базі 2500 мм і колії 1470/1460 мм. Споряджена маса 1058—1166 кг залежно від типу трансмісії, повна — 1580 кг.
Модель характеризує динамічний екстер'єр. Зовнішність Accent III розроблявся в Європі в дизайнерському центрі Hyundai у Руссельсхаймі. Від свого попередника, що випускається з 2000 року, автомобіль відрізняється підвищеним рівнем комфорту і безпеки.
Accent III комплектується поперечно розташованими бензиновими 4-циліндровими 16-клапанними двигунами: 1,4-літровим (97 к.с./6000 про; 125 Нм/4700 об), відомим по Getz II, і 1,6-літровим (112 к.с., 146 Нм) із фазообертачами VVT а також турбодизелем 1,5 R4 16V (110 к.с., 235 Нм) c CRII. Причому в Північній Америці пропонуються тільки двигуни 1,6 л, а в Росії і Китаї — лише 1,4-літрові двигуни.
Двигуни агрегатуються з 5-ступінчастою механічною трансмісією або з 4-ступінчастим автоматом.
На відміну від попередника у Accent IV модернізована незалежна передня підвіска Макферсон з пружинами і стабілізатором поперечної стійкості і нова незалежна задня на пов'язаних поперечних важелях, що забезпечує кращу керованість. Рейкове рульове управління з електропідсилювачем.
Передні гальма дискові вентильовані, задні барабанні без ABS або дискові з ABS. За доплату, крім ABS, можна встановити систему контролю тяги. Стандартний розмір шин 175/70R14.

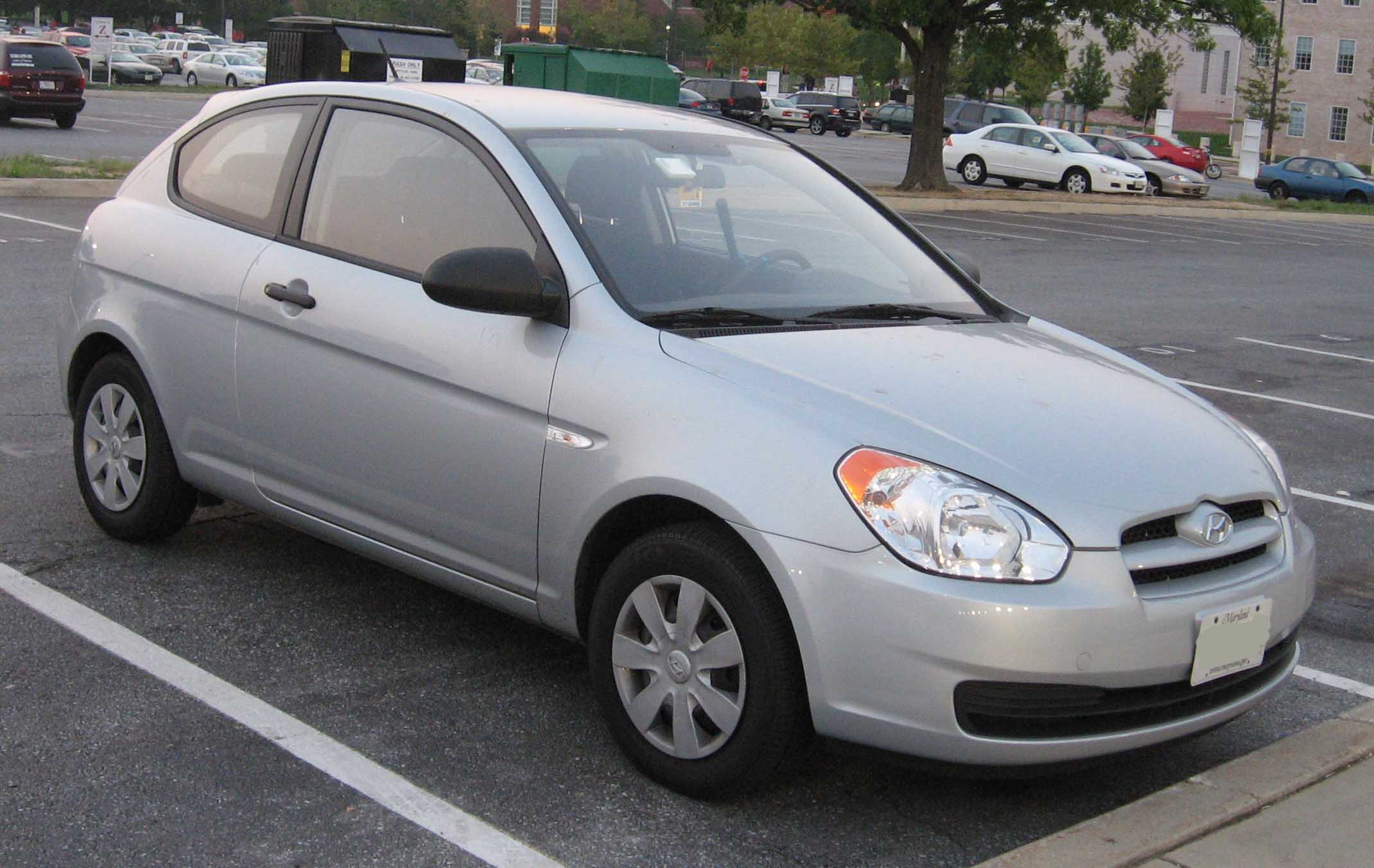
Hyundai Accent 3 хетчбек (2006-2010)
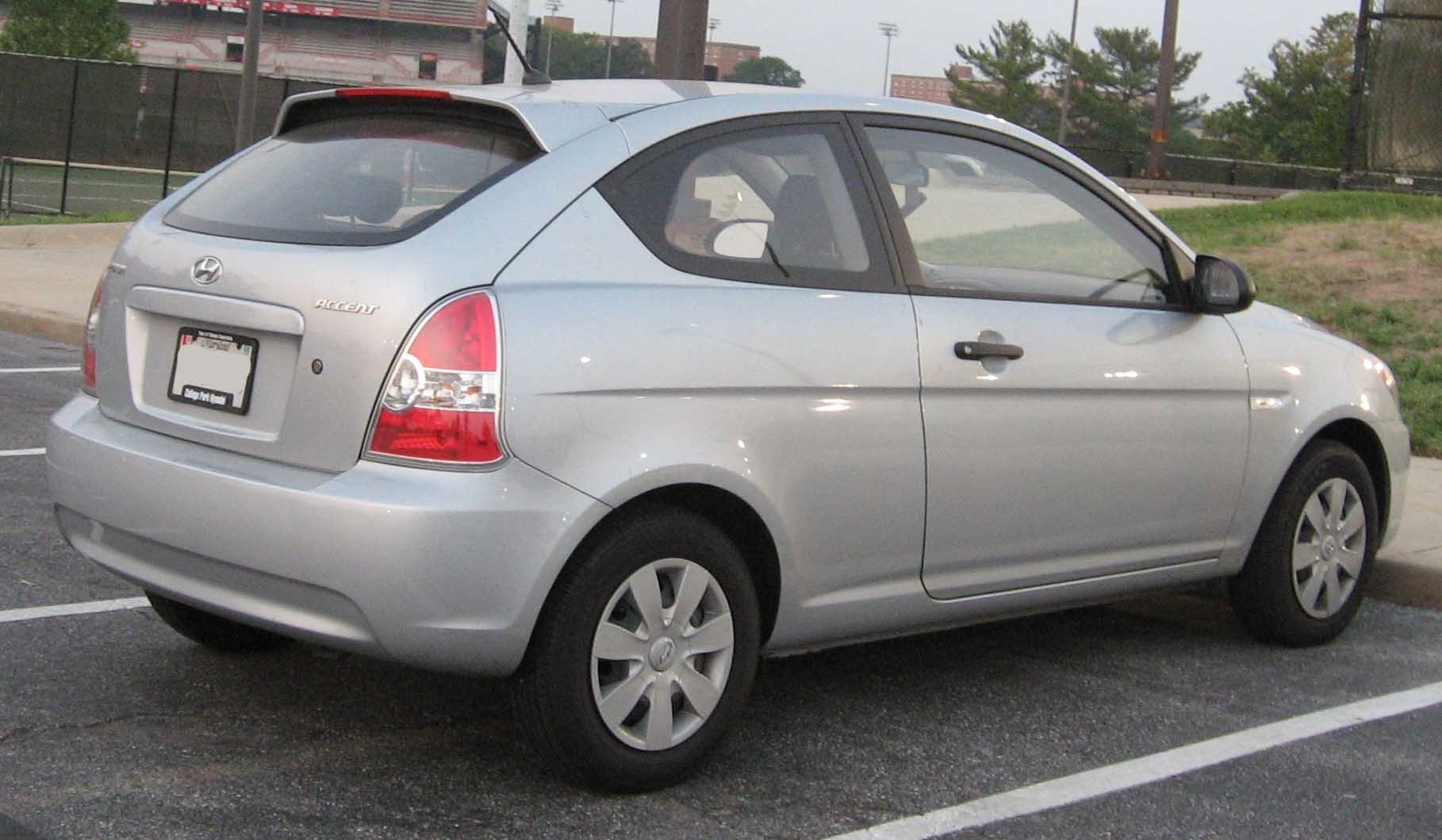
Hyundai Accent 3 хетчбек (2006-2010)
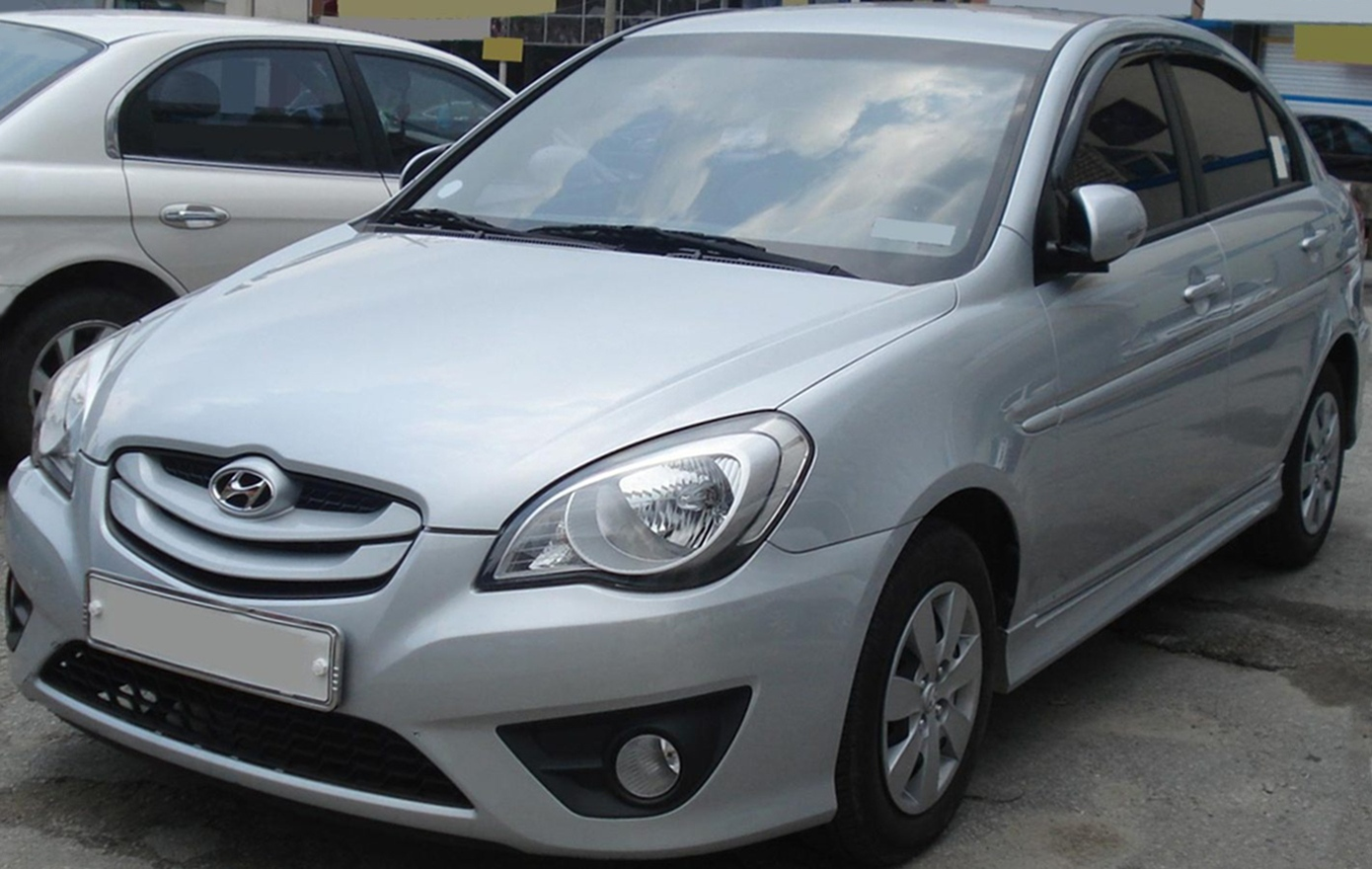
Hyundai Verna седан (з 2010- )
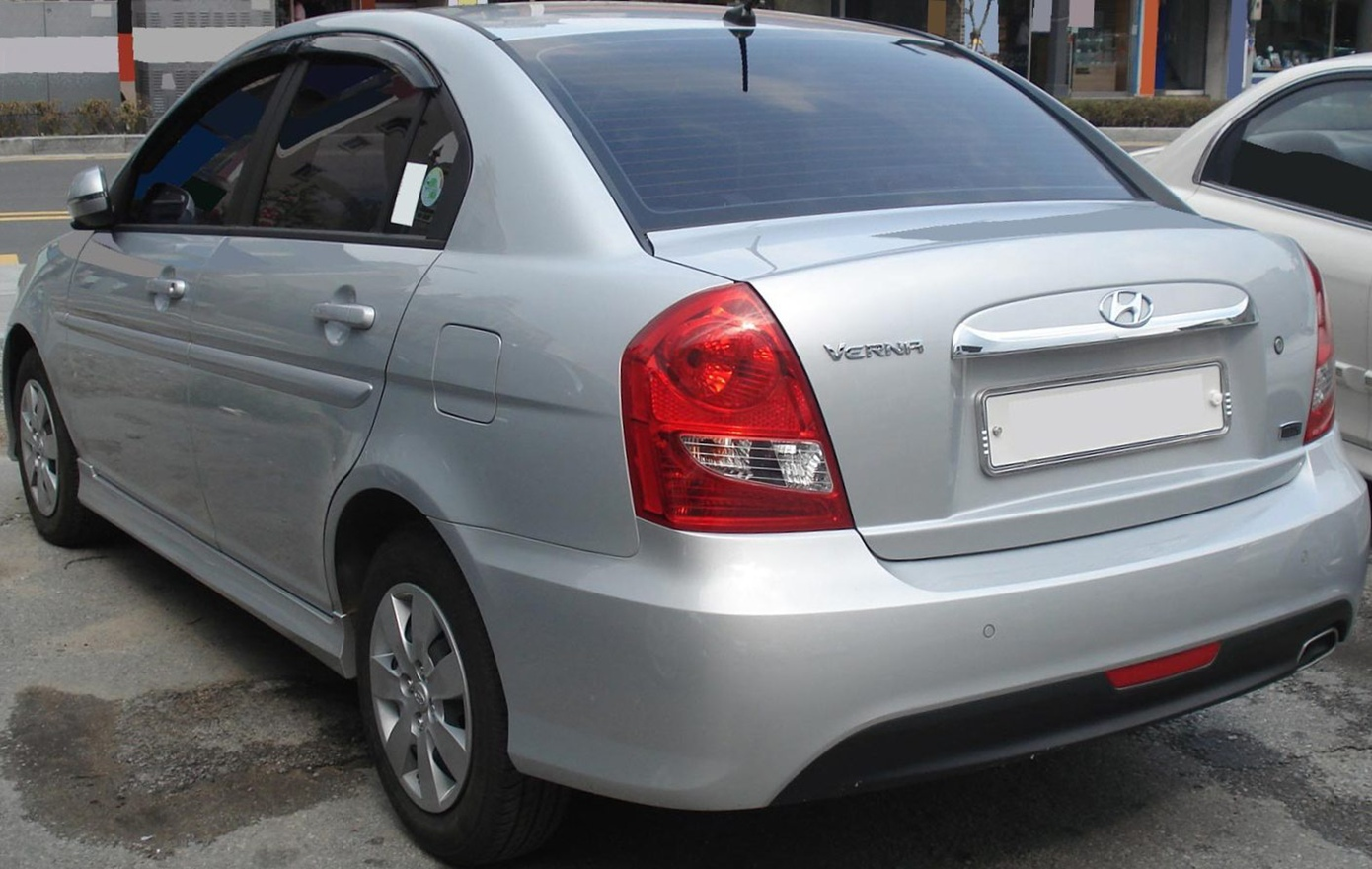
Hyundai Verna седан (з 2010- )
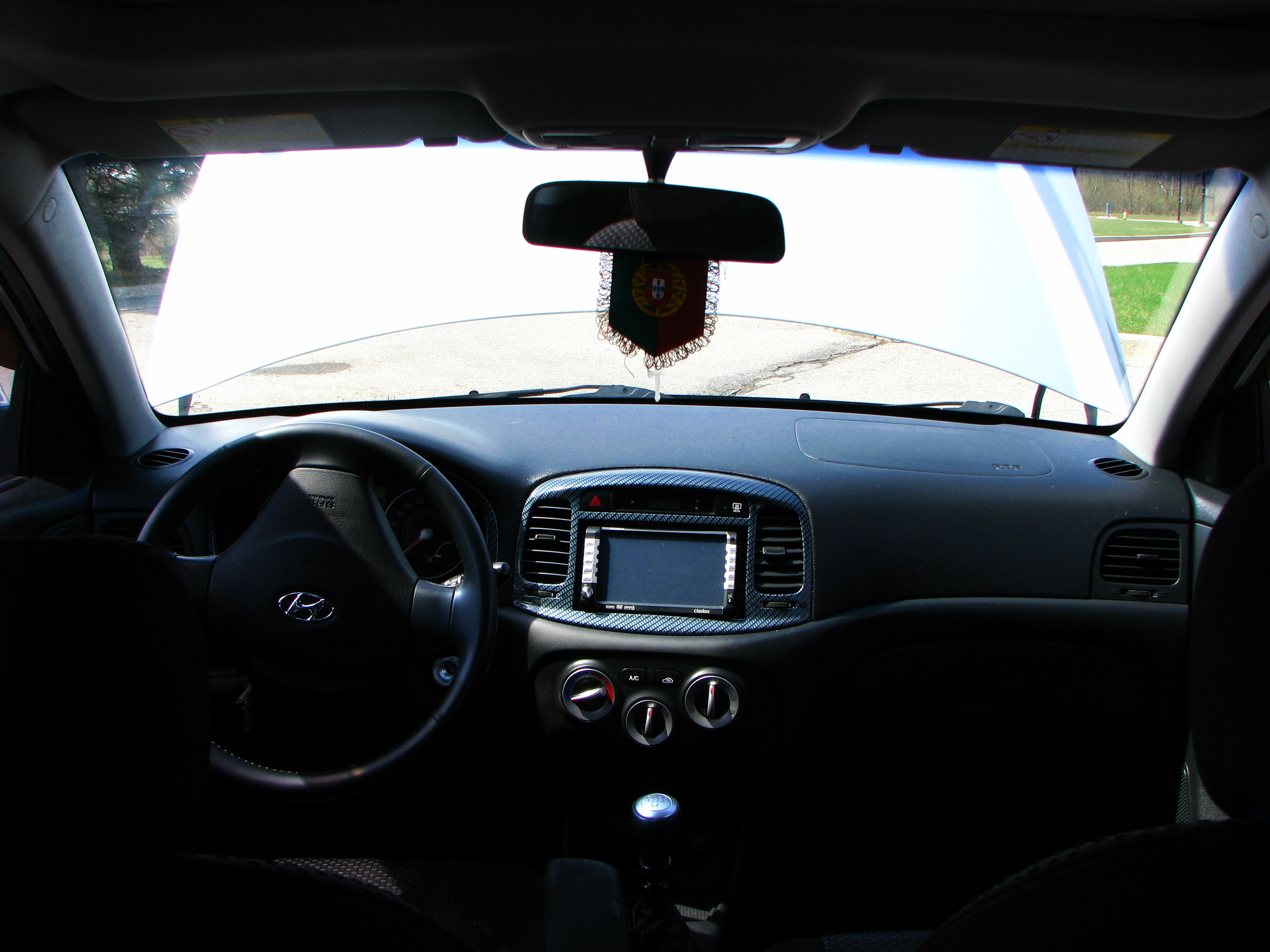

### Двигуни
| Модель           | Об'єм     | Потужність                  | Макс. обертовий момент      | Витрати палива                                                             | Коробка передач                           | Початок випуску |
| ---------------- | --------- | --------------------------- | --------------------------- | -------------------------------------------------------------------------- | ----------------------------------------- | --------------- |
| Бензиновий мотор |           |                             |                             |                                                                            |                                           |                 |
| 1.4 GL           | 1.399 см³ | 71 kW на 6.000 хв.−1 95 КС  | 125 Nm на 4.700 min−1       | 6,2 l/100 км 7,1 l/100 км                                                  | 5-ступенева ручна 4-ступенева автоматична | з 2006          |
| 1.6 GLS          | 1.599 см³ | 82 kW на 6.000 хв.−1 110 КС | 146 Nm на 4.500 min−1       | 6,4 l/100 км 7,0 l/100 км                                                  | 5-ступенева ручна 4-ступенева автоматична | з 2006          |
| Турбодизель      |           |                             |                             |                                                                            |                                           |                 |
| 1.5 CRDi GLS     | 1.493 см³ | 81 kW на 4.000 хв.−1 110 КС | 235 Nm на 1.900-2.750 min−1 | змішаний цикл: 4,6 l/100 км траса: 4,0 l/100 км міський цикл: 5,6 l/100 км | 5-ступенева ручна                         | з 2006          |

## Четверте покоління RB (2010—2017)

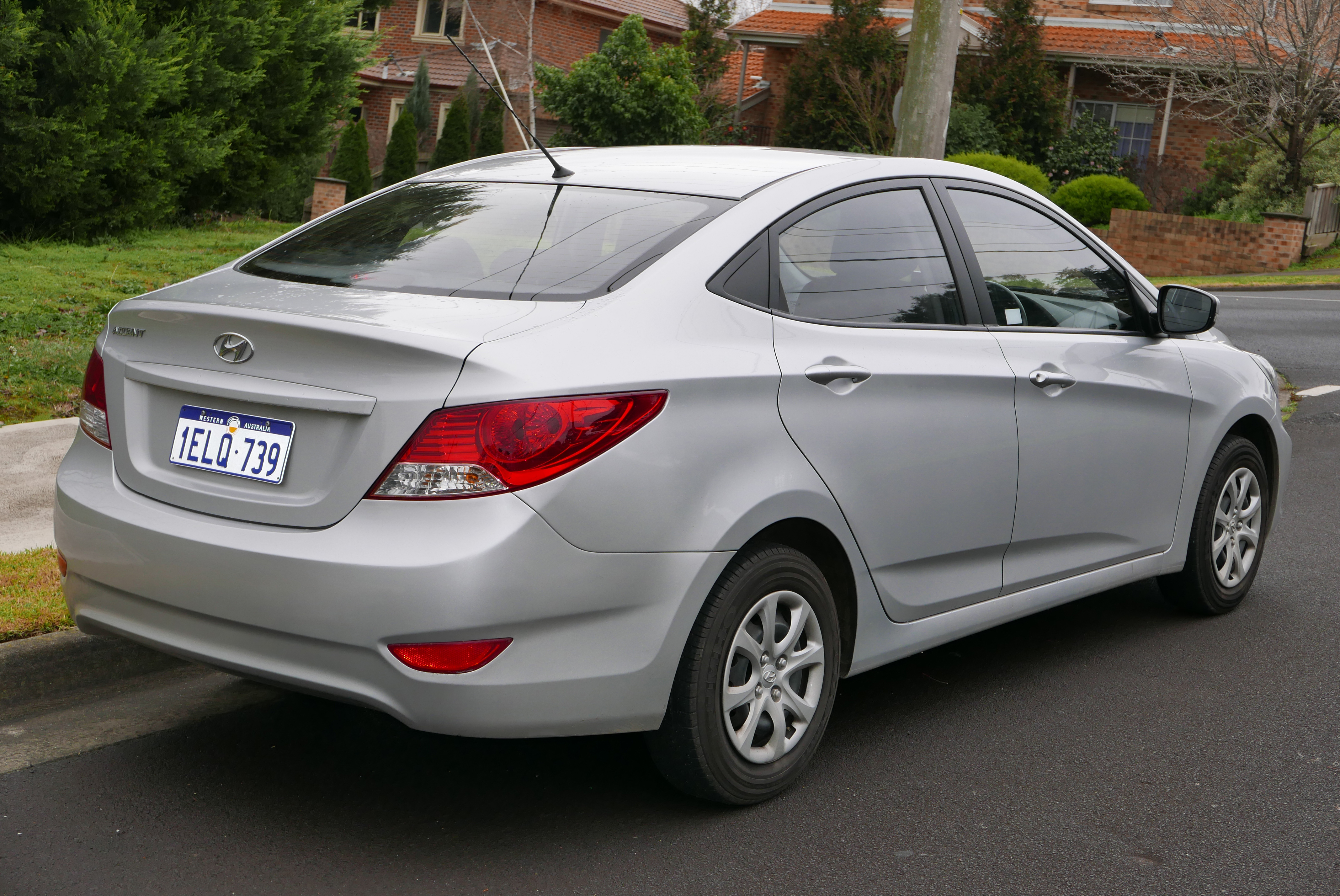
Hyundai Accent 4 седан

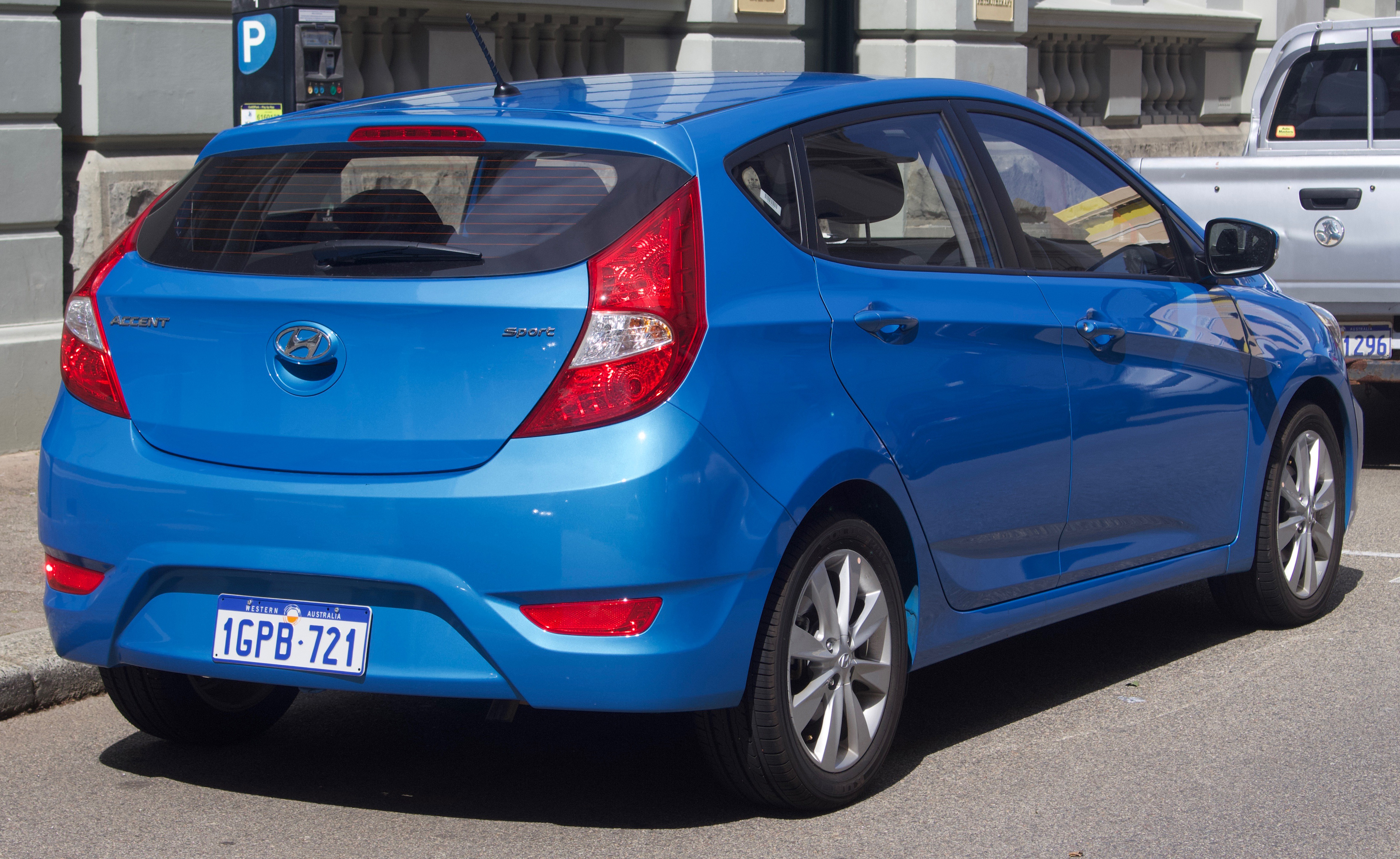
Hyundai Accent 4 хетчбек

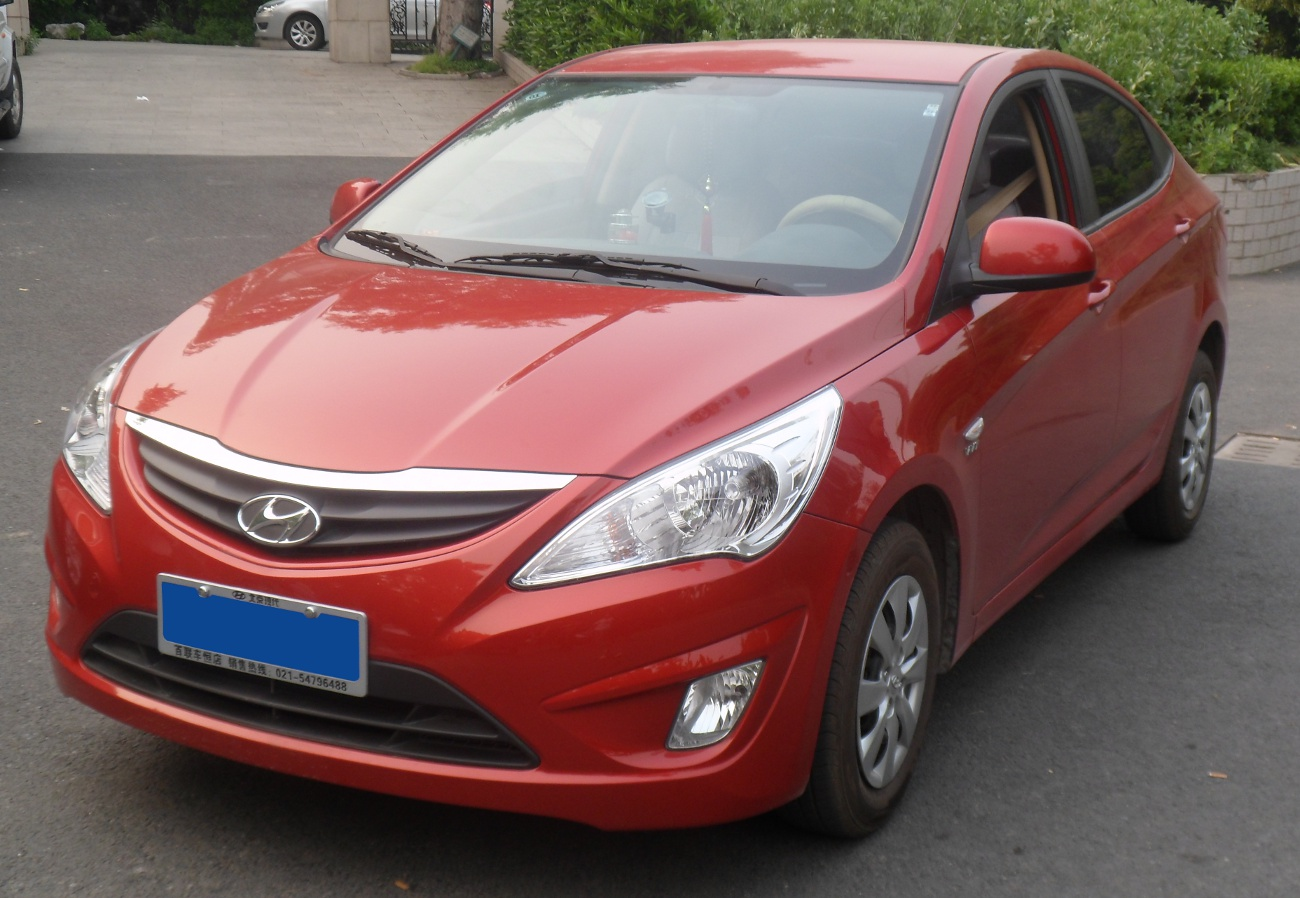
Hyundai Verna RC

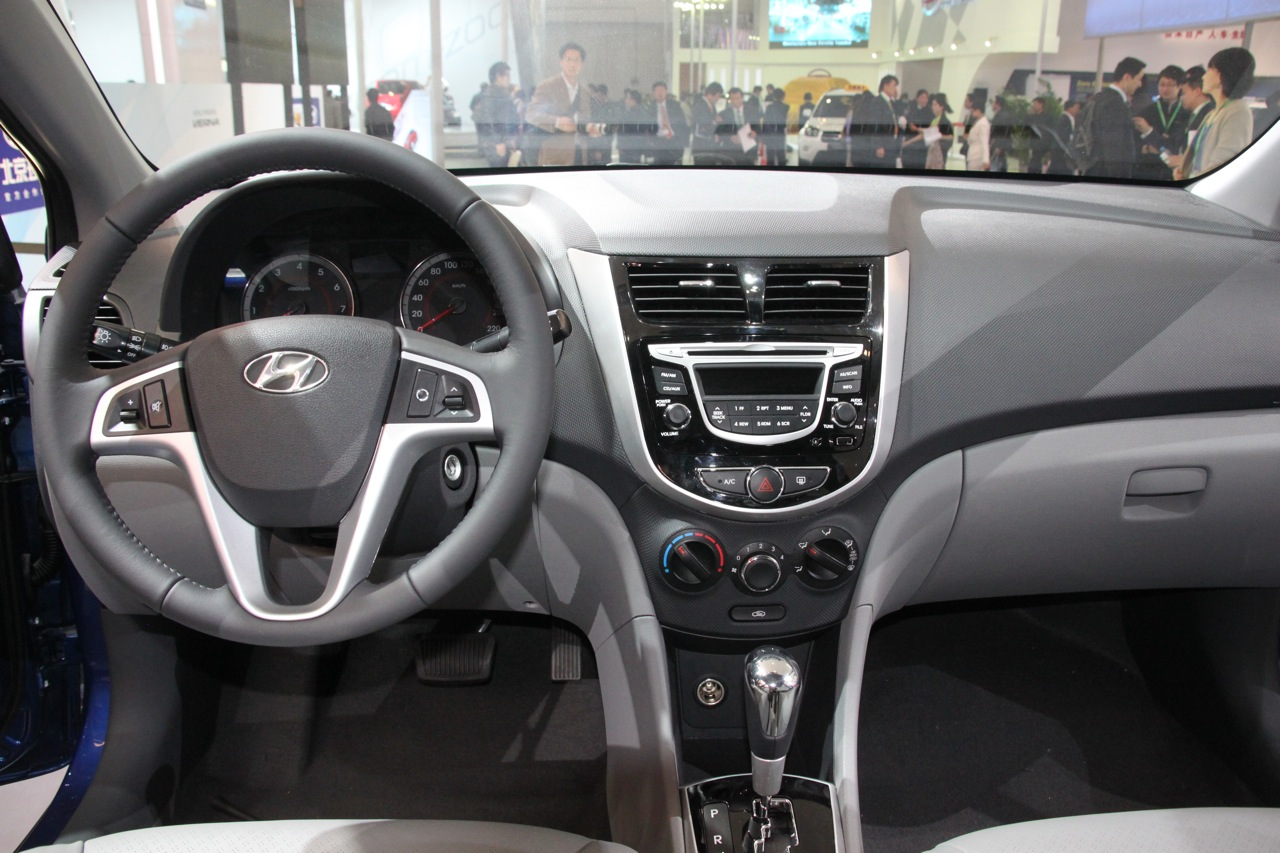

Нинішня модель була представлена на Пекінському автосалоні в 2010 році. У порівнянні з попередницею новинка подовшала на 60 мм (до 4340 мм), стала ширшою на 5 мм (1700 мм) і нижчою на 10 мм (1460 мм). Відстань між осями збільшилася на 70 мм (2570 мм). За словами творців машини, платформа нова. Спереду — стійки McPherson, ззаду — поздовжні важелі.
Гамма двигунів поки складається з двох бензинових чотирициліндрових двигунів — 1,4 л, потужністю 107 к.с. і 1,6 л, потужністю 123 к.с. З двигунами агрегатується або п'ятиступінчаста механічна КПП, або чотириступінчаста автоматична КПП.
Салон досить простий, але цілком зручний, декорований панелями із твердого пластика. Передні сидіння ущільнені та рівні, тому більше призначені для коротких поїздок, ніж для тривалих подорожей. На водійському сидінні є важіль регулювання положення. Незручний кут нахилу нижньої подушки сидіння зменшує стегнову підтримку. У модифікації GLS центральний підлокітник монтується за бажанням, в моделі Sport він стаціонарний. Вузькі задні сидіння можуть з комфортом розмістити 2 дорослих людини. Посадка на передні сидіння набагато легша, ніж на задні. Приладова панель у Hyundai Accent досить легка у використанні з яскравими та зрозумілими індикаторами. Вище панелі приладів розміщена кнопка налаштування радіо. Клімат-контроль регулюється 3 простими кнопками. Кнопка блокування дверей незручно розміщена в седані, а у хетчбек такої проблеми немає. 

### Технічні характеристики
|                                              | 1.4                                                                         | 1.6                                                                         |
| Модель                                       | Модель                                                                      | Модель                                                                      |
| -------------------------------------------- | --------------------------------------------------------------------------- | --------------------------------------------------------------------------- |
| Тип кузова                                   | седан                                                                       | седан                                                                       |
| Кількість дверей                             | 4                                                                           | 4                                                                           |
| Число місць, чол                             | 5                                                                           | 5                                                                           |
| Тип привода                                  | Привод на передні колеса                                                    | Привод на передні колеса                                                    |
| Двигун                                       |                                                                             |                                                                             |
| Об'єм двигуна                                | 1396 см3                                                                    | 1591 см3                                                                    |
| Потужність двигуна, к. с.                    | 107                                                                         | 123                                                                         |
| Максимальний крутний момент, Нм/хв−1         | 135,4/5000                                                                  | 155/4200                                                                    |
| Число і розміщення циліндрів                 | 4 в ряд                                                                     | 4 в ряд                                                                     |
| Клапанів на циліндр                          | 4                                                                           | 4                                                                           |
| Рекомендоване пальне                         | АІ-92                                                                       | АІ-92                                                                       |
| Динамічні характеристики                     |                                                                             |                                                                             |
| Динаміка розгону 0-100 км/год (МКПП/АКПП), с | 12.1/13.4                                                                   | 10.2/11.2                                                                   |
| Максимальна швидкість (МКПП/АКПП), км/год    | 190/170                                                                     | 190/180                                                                     |
| Витрата пального                             |                                                                             |                                                                             |
| Міський цикл (МКПП/АКПП), л/100км            | 7.6/8.5                                                                     | 7.9/8.6                                                                     |
| Комбінований цикл (МКПП/АКПП), л/100км       | 5.9/6.4                                                                     | 6/6.5                                                                       |
| Заміський цикл (МКПП/АКПП), л/100км          | 4.9/5.2                                                                     | 4.9/5.2                                                                     |
| Розміри і маса                               |                                                                             |                                                                             |
| Габаритна довжина, мм                        | 4370                                                                        | 4370                                                                        |
| Габаритна ширина, мм                         | 1700                                                                        | 1700                                                                        |
| Габаритна висота, мм                         | 1470                                                                        | 1470                                                                        |
| Снаряжена маса, кг                           | 1110-1198                                                                   | 1110-1198                                                                   |
| Повна маса, кг                               | 1565                                                                        | 1565                                                                        |
| Колісна база, мм                             | 2570                                                                        | 2570                                                                        |
| Дорожній просвіт, мм                         | 160                                                                         | 160                                                                         |
| Об'єм багажника, л                           | 454                                                                         | 454                                                                         |
| Об'єм паливного бака, л                      | 43                                                                          | 43                                                                          |
| Шасі                                         |                                                                             |                                                                             |
| Передня підвіска                             | Незалежна, типу McPherson з пружинами і стабілізатором поперечної стійкості | Незалежна, типу McPherson з пружинами і стабілізатором поперечної стійкості |
| Задня підвіска                               | Напівзалежна, пружинна, з амортизаторами                                    | Напівзалежна, пружинна, з амортизаторами                                    |
| Гальмівні механізми передніх коліс           | Дискові                                                                     | Дискові                                                                     |
| Гальмівні механізми задніх коліс             | Дискові або барабанні                                                       | Дискові                                                                     |

### Двигуни
- 1.4 L Gamma I4
- 1.4 L Kappa I4
- 1.6 L Gamma I4
- 1.6 L Gamma II I4
- 1.4 L U-Line I4 (diesel)
- 1.6 L U-Line I4 (diesel)

## П'яте покоління (з 2017)

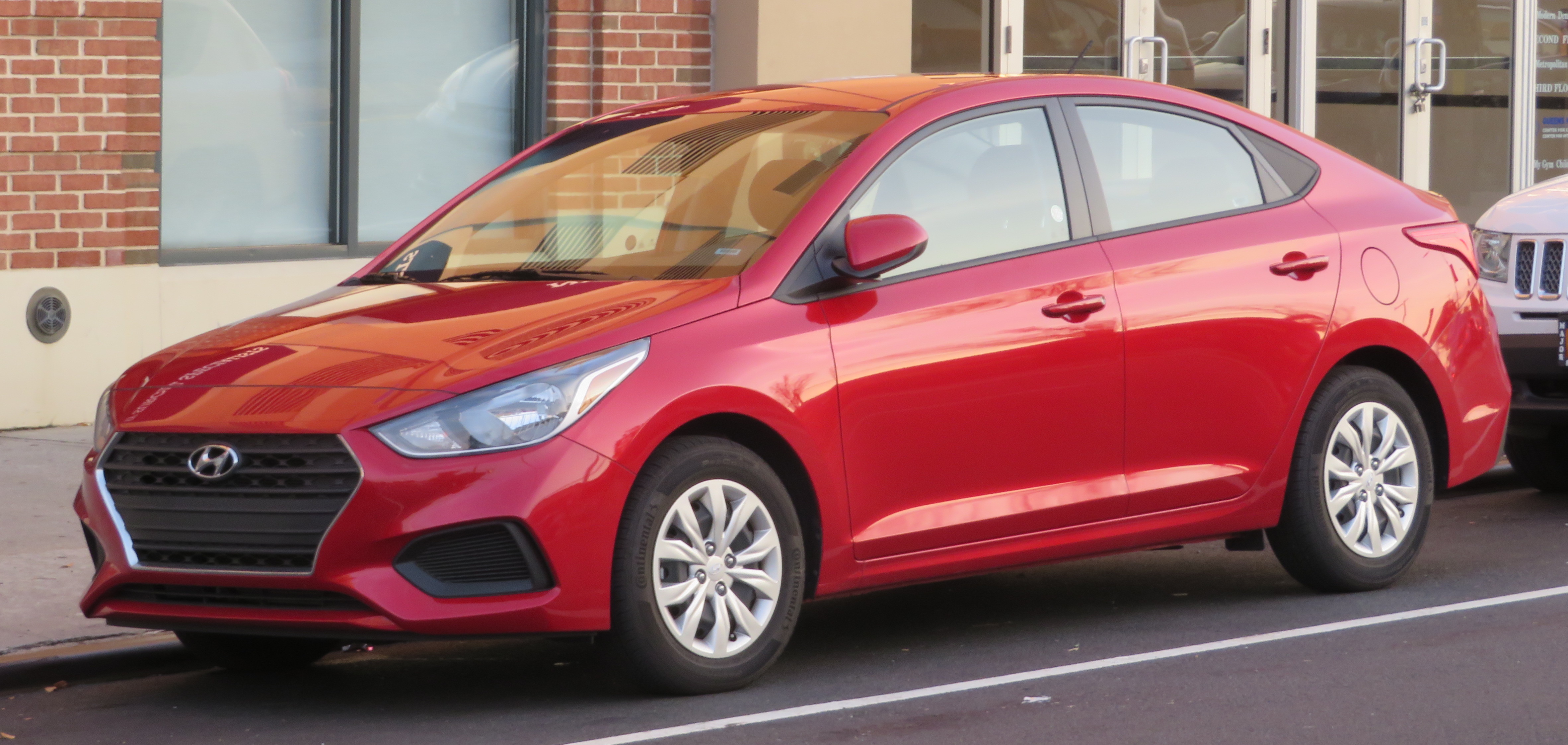
Hyundai Accent 5

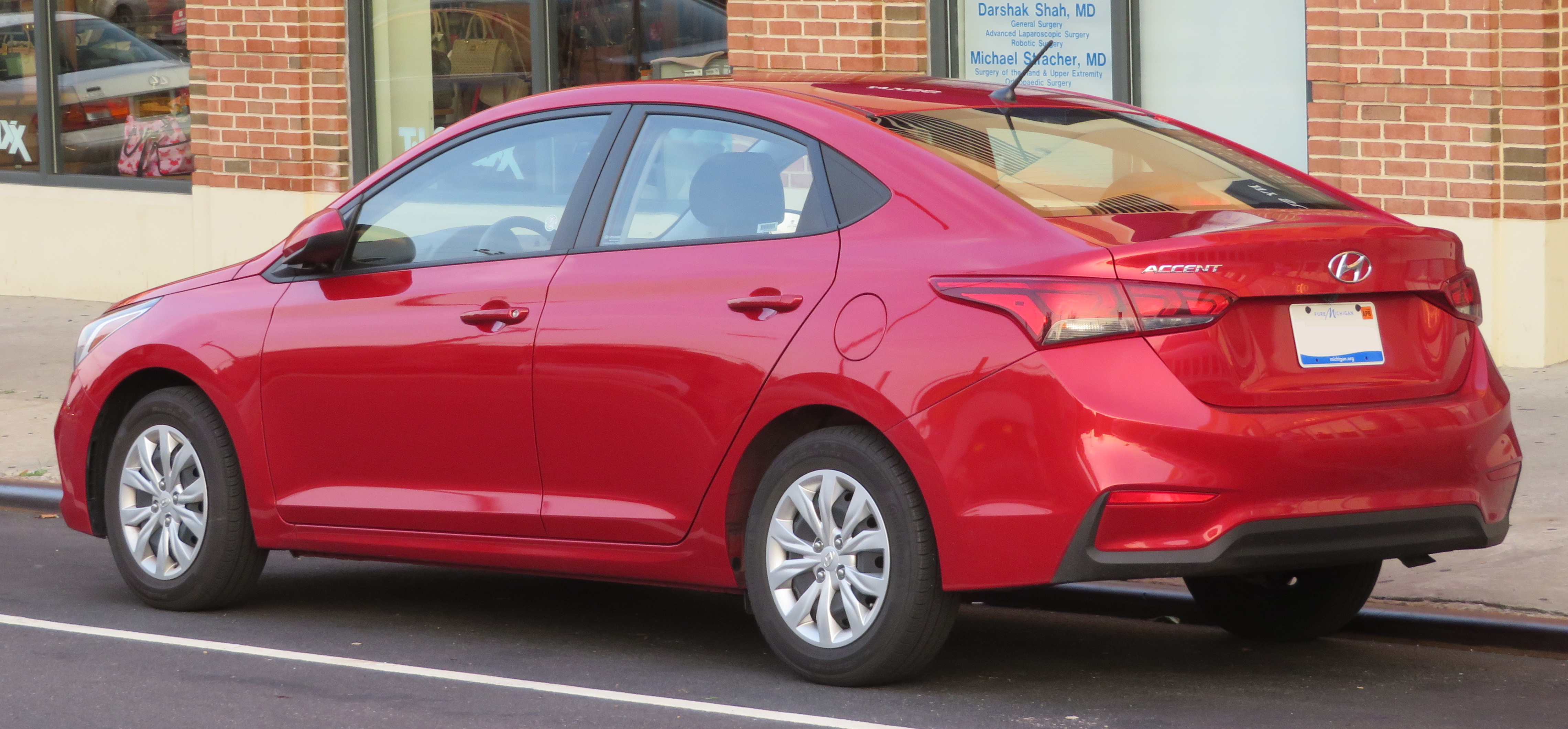

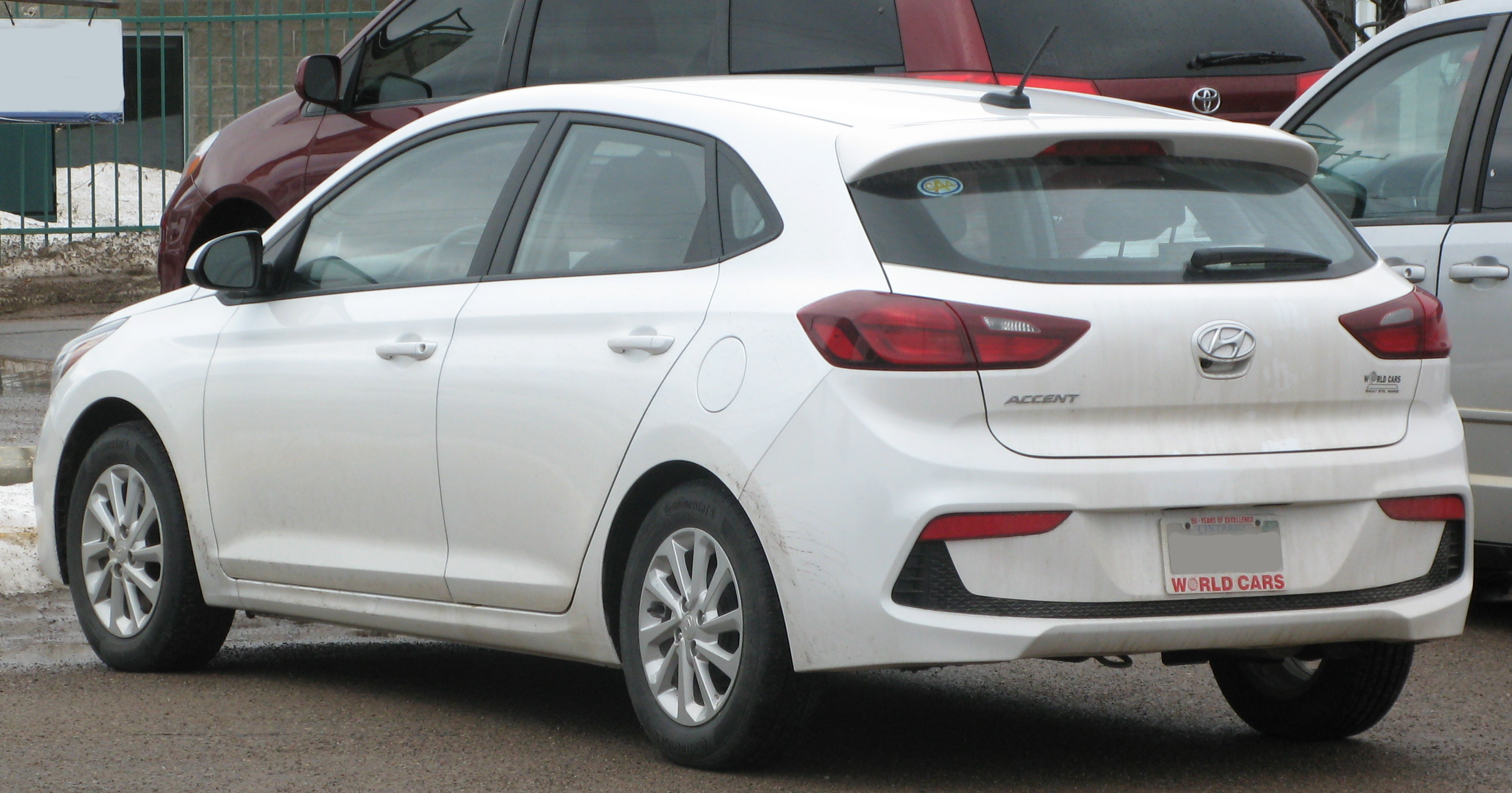

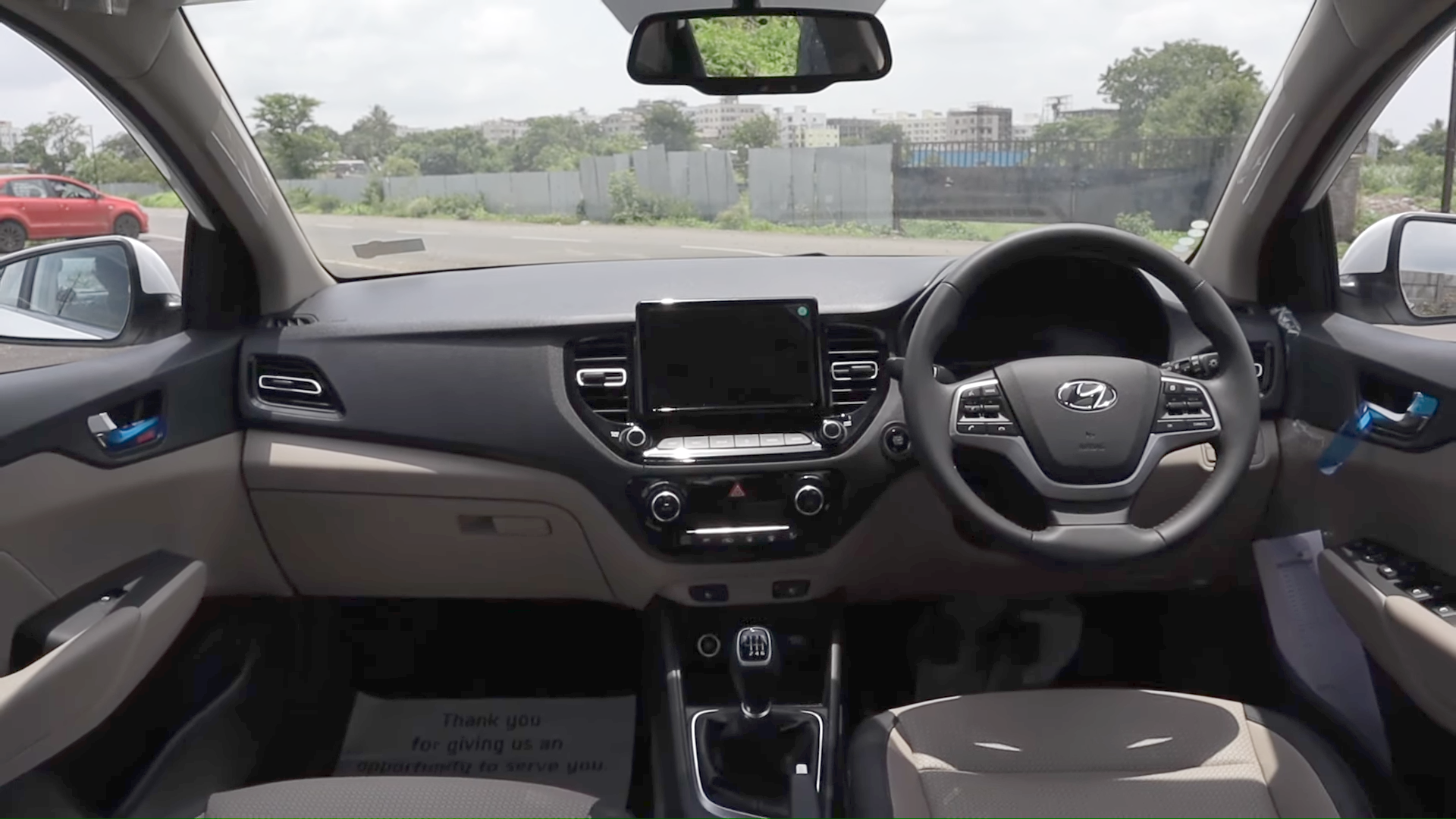

Hyundai Accent п'ятого покоління дебютував в 2017 році. Від подібного китайського седана Hyundai Verna новинка зовні відрізняється фарами, радіаторними ґратами, бамперами. Але шестигранний перед тепер загальне місце всіх сучасних моделей Hyundai.
Підвіски не змінилися: спереду McPherson, ззаду — балка, що скручується. Однак змінилося розташування деталей кермового механізму, який обзавівся електропідсилювачем замість «гідравліки», змінена опора коробки передач. Колія стала ширшою, кут поздовжнього нахилу осі повороту передніх коліс більшим, а розвал змінився з позитивного на негативний. Задня балка тепер, як у моделей Elantra і Creta, амортизатори Mando стоять за задньою віссю під кутом 8,4 градуса, а не перед нею з нахилом в 25 градусів. Самі амортизатори істотно довші від колишніх.
Перед балкою задньої підвіски — збільшений з 43 до 50 л бензобак. У кожній колісної арці — по пластиковому підкрилки, за колеса — бризговики. Низ порогів покритий Антигравій.
Частка високоміцних сталей в кузові збільшилася з 13 % до 52, вісім відсотків з яких — це сталі гарячого штампування.
Алюмінієвий двигун 1.6 сімейства Gamma — моделі G4FG виготовляється в Китаї. Від минулого агрегату G4FC відрізняється распредвалами, поршнями і впускним трактом змінної довжини. При колишніх 123 силах пік крутного моменту впав з 155 Нм до 150,7 Нм, а частота обертання колінвала, при якій він досягається, навпаки, зросла — з 4200 об/хв до 4850. Мотор 1.4 моделі G4LC сімейства Kappa новий, поставляється з Кореї. У нього теж змінна довжина впускного трубопроводу і ланцюговий привід ГРМ. Потужність — 99,7 к.с. проти 107 у колишнього агрегату G4FA того ж об'єму. Пік тяги 132,4 Нм проти 135,4 Нм раніше, але при 4000 об/хв замість 5000.
Accent 2020 це частина покоління, яке було представлене на 2018 модельний рік. Єдина зміна це підвищення потужності двигуна і поява варіатора. У 2019 значних змін теж не було. Як частина редизайну 2018 Hyundai Accent відмовилися від кузова хетчбек і зменшили кількість коней окремих моделей. У базу увійшла камера заднього виду, доступними стали попередження про можливе зіткнення, автоматичне екстрене гальмування, Apple CarPlay і Android Auto.  
З 2022 модельного року Hyundai Accent недоступний в комплектації з механічною коробкою передач. Натомість виробник пропонує безступінчастий автомат.

### Двигуни
- 1.4 L Kappa I4
- 1.6 L Gamma I4
- 1.4 L U-Line I4 (diesel)
- 1.6 L U-Line I4 (diesel)

## Шосте покоління (BN7; з 2023)

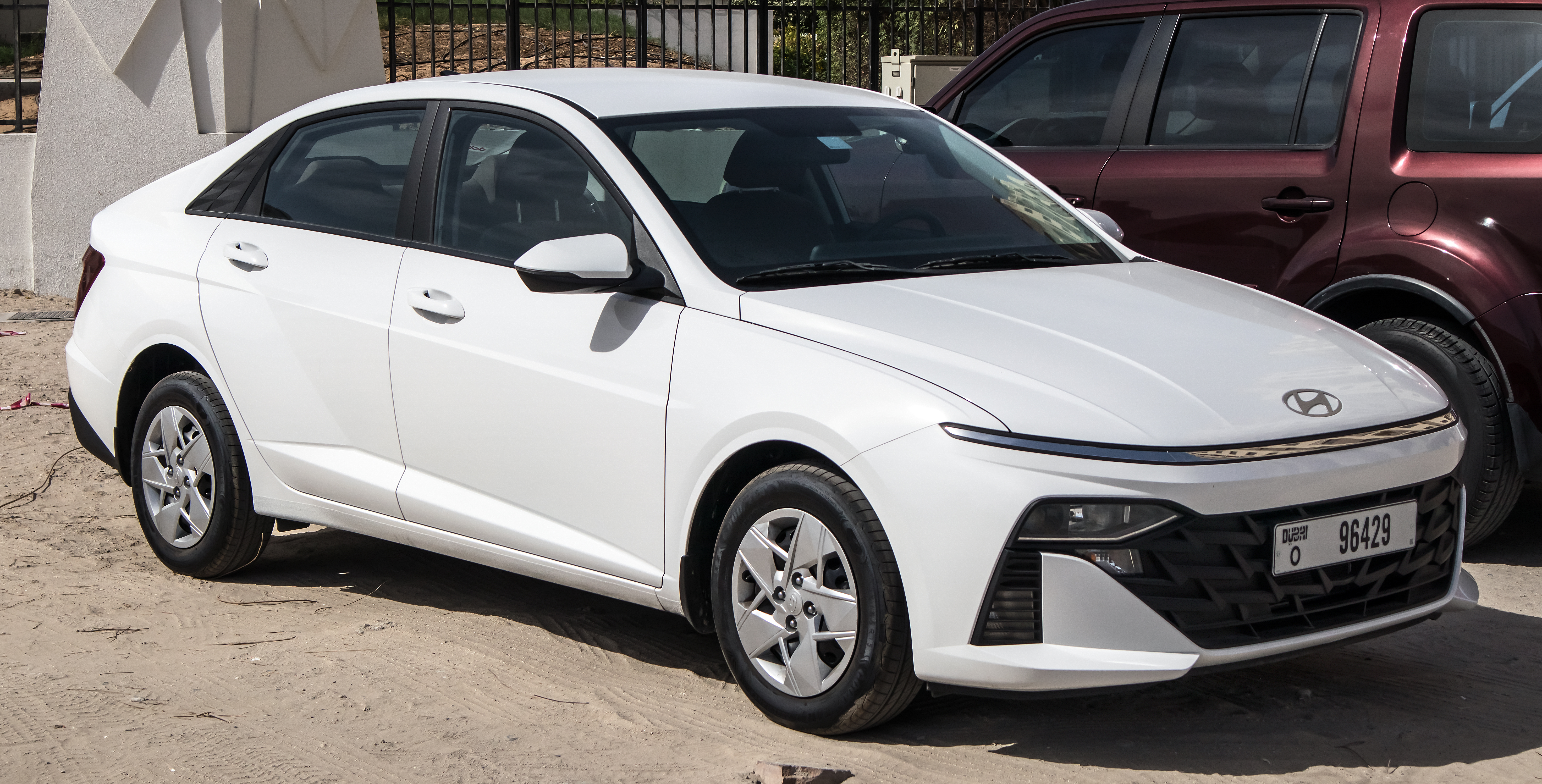
Hyundai Accent 1.5 MPI Smart+ (VI)

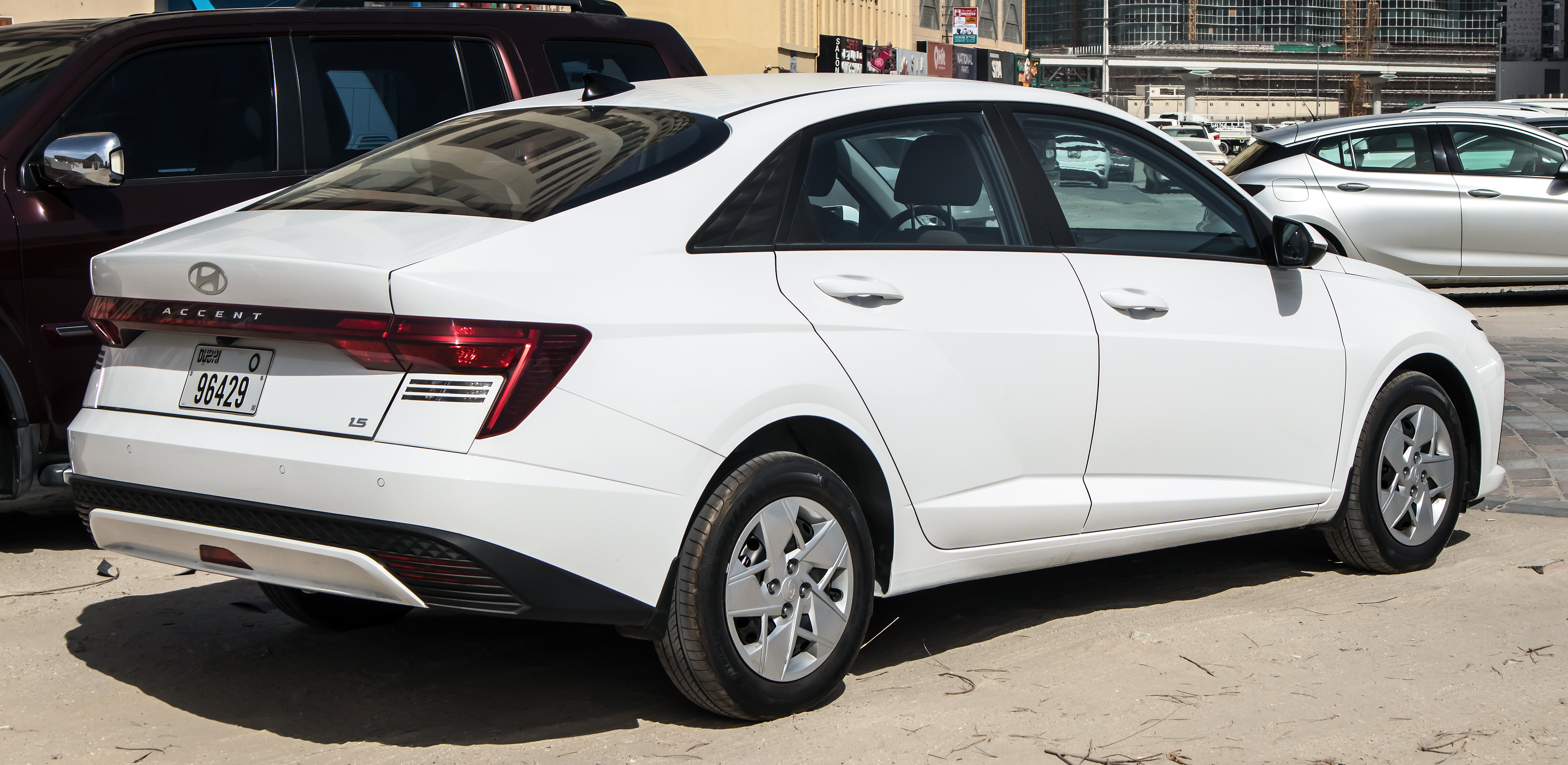

13 лютого 2023 року Hyundai випустив в Індії модель шостого покоління під назвою Verna. Hyundai називає нову мову дизайну «Чуттєвою спортивністю». Його дизайн натхненний Elantra з широкою світлодіодною світловою смугою, що нагадує кросовер Kona, мінівен Staria, MPV Stargazer, седан Grandeur і оновлену Sonata.
Модель пропонується з 1,5-літровим атмосферним бензиновим двигуном потужністю 115 к.с. (85 кВт) і крутним моментом 144 Нм і 1,5-літровим турбо-бензиновим двигуном потужністю 160 к.с. (118 кВт) і 253 Нм крутного моменту.

### Двигуни
- 1.5 L Smartstream G1.5 MPi I4
- 1.5 L Smartstream G1.5 T-GDi I4

## Автоспорт

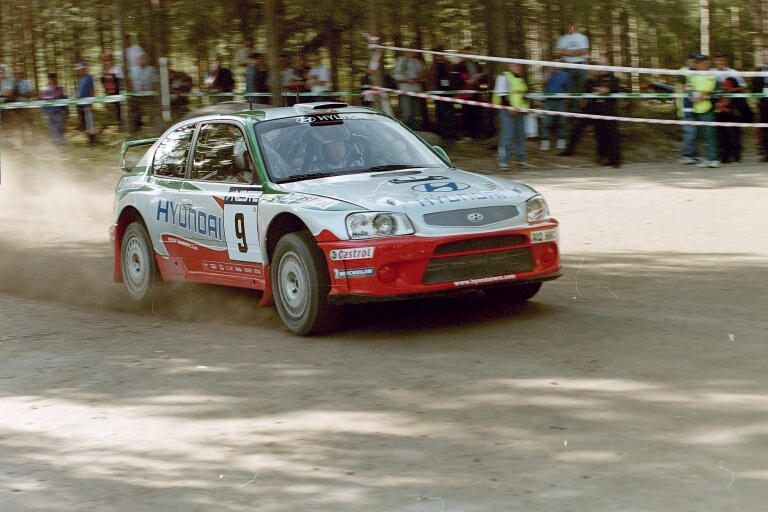
Кеннет Ерікссон в Accent WRC на ралі Фінляндії 2001

Hyundai Accent брав участь в Чемпіонаті світу з ралі в період з 2000 по 2003 роки. Після розробки і тестування в 1999 році, Hyundai World Rally Team і Motor Sport Developments (MSD) дебютував Accent WRC на ралі Швеції 2000 року. Через деякий час представлена друга еволюція, під назвою Accent WRC2, зі зміненою аеродинамікою і поліпшеною конструкцією переглянутий аеродинаміки. Як і у його попередника, найкращим результатом автомобіля у ралі залишається четверте місце. Accent WRC3, оснащений новими амортизаторами і двигуном, дебютував в 2002 році на ралі Франції Тур де Корс. Через бюджетні обмеження розвиток автомобіля практично зупинився під час сезону 2003 року. У вересні, Hyundai оголосив про свій вихід з WRC.

## Українська збірка
Автівки Hyundai Accent збираються також в Україні, на заводі Черкаському автомобільному заводі «Богдан».